# 1842
Portal Geschichte | Portal Biografien | Aktuelle Ereignisse | Jahreskalender | Tagesartikel

◄ |
18. Jahrhundert |
19. Jahrhundert
| 20. Jahrhundert | ►

◄ |
1810er |
1820er |
1830er |
1840er
| 1850er | 1860er | 1870er | ►

◄◄ |
◄ |
1838 |
1839 |
1840 |
1841 |
1842
| 1843 | 1844 | 1845 | 1846 | ► | ►►
Staatsoberhäupter · Wahlen · Nekrolog   · Musikjahr
| Januar | Januar | Januar | Januar | Januar | Januar | Januar | Januar |
| Kw     | Mo     | Di     | Mi     | Do     | Fr     | Sa     | So     |
| ------ | ------ | ------ | ------ | ------ | ------ | ------ | ------ |
| 52     |        |        |        |        |        | 1      | 2      |
| 1      | 3      | 4      | 5      | 6      | 7      | 8      | 9      |
| 2      | 10     | 11     | 12     | 13     | 14     | 15     | 16     |
| 3      | 17     | 18     | 19     | 20     | 21     | 22     | 23     |
| 4      | 24     | 25     | 26     | 27     | 28     | 29     | 30     |
| 5      | 31     |        |        |        |        |        |        |

| Februar | Februar | Februar | Februar | Februar | Februar | Februar | Februar |
| Kw      | Mo      | Di      | Mi      | Do      | Fr      | Sa      | So      |
| ------- | ------- | ------- | ------- | ------- | ------- | ------- | ------- |
| 5       |         | 1       | 2       | 3       | 4       | 5       | 6       |
| 6       | 7       | 8       | 9       | 10      | 11      | 12      | 13      |
| 7       | 14      | 15      | 16      | 17      | 18      | 19      | 20      |
| 8       | 21      | 22      | 23      | 24      | 25      | 26      | 27      |
| 9       | 28      |         |         |         |         |         |         |

| März | März | März | März | März | März | März | März |
| Kw   | Mo   | Di   | Mi   | Do   | Fr   | Sa   | So   |
| ---- | ---- | ---- | ---- | ---- | ---- | ---- | ---- |
| 9    |      | 1    | 2    | 3    | 4    | 5    | 6    |
| 10   | 7    | 8    | 9    | 10   | 11   | 12   | 13   |
| 11   | 14   | 15   | 16   | 17   | 18   | 19   | 20   |
| 12   | 21   | 22   | 23   | 24   | 25   | 26   | 27   |
| 13   | 28   | 29   | 30   | 31   |      |      |      |

| April | April | April | April | April | April | April | April |
| Kw    | Mo    | Di    | Mi    | Do    | Fr    | Sa    | So    |
| ----- | ----- | ----- | ----- | ----- | ----- | ----- | ----- |
| 13    |       |       |       |       | 1     | 2     | 3     |
| 14    | 4     | 5     | 6     | 7     | 8     | 9     | 10    |
| 15    | 11    | 12    | 13    | 14    | 15    | 16    | 17    |
| 16    | 18    | 19    | 20    | 21    | 22    | 23    | 24    |
| 17    | 25    | 26    | 27    | 28    | 29    | 30    |       |

| Mai | Mai | Mai | Mai | Mai | Mai | Mai | Mai |
| Kw  | Mo  | Di  | Mi  | Do  | Fr  | Sa  | So  |
| --- | --- | --- | --- | --- | --- | --- | --- |
| 17  |     |     |     |     |     |     | 1   |
| 18  | 2   | 3   | 4   | 5   | 6   | 7   | 8   |
| 19  | 9   | 10  | 11  | 12  | 13  | 14  | 15  |
| 20  | 16  | 17  | 18  | 19  | 20  | 21  | 22  |
| 21  | 23  | 24  | 25  | 26  | 27  | 28  | 29  |
| 22  | 30  | 31  |     |     |     |     |     |

| Juni | Juni | Juni | Juni | Juni | Juni | Juni | Juni |
| Kw   | Mo   | Di   | Mi   | Do   | Fr   | Sa   | So   |
| ---- | ---- | ---- | ---- | ---- | ---- | ---- | ---- |
| 22   |      |      | 1    | 2    | 3    | 4    | 5    |
| 23   | 6    | 7    | 8    | 9    | 10   | 11   | 12   |
| 24   | 13   | 14   | 15   | 16   | 17   | 18   | 19   |
| 25   | 20   | 21   | 22   | 23   | 24   | 25   | 26   |
| 26   | 27   | 28   | 29   | 30   |      |      |      |

| Juli | Juli | Juli | Juli | Juli | Juli | Juli | Juli |
| Kw   | Mo   | Di   | Mi   | Do   | Fr   | Sa   | So   |
| ---- | ---- | ---- | ---- | ---- | ---- | ---- | ---- |
| 26   |      |      |      |      | 1    | 2    | 3    |
| 27   | 4    | 5    | 6    | 7    | 8    | 9    | 10   |
| 28   | 11   | 12   | 13   | 14   | 15   | 16   | 17   |
| 29   | 18   | 19   | 20   | 21   | 22   | 23   | 24   |
| 30   | 25   | 26   | 27   | 28   | 29   | 30   | 31   |

| August | August | August | August | August | August | August | August |
| Kw     | Mo     | Di     | Mi     | Do     | Fr     | Sa     | So     |
| ------ | ------ | ------ | ------ | ------ | ------ | ------ | ------ |
| 31     | 1      | 2      | 3      | 4      | 5      | 6      | 7      |
| 32     | 8      | 9      | 10     | 11     | 12     | 13     | 14     |
| 33     | 15     | 16     | 17     | 18     | 19     | 20     | 21     |
| 34     | 22     | 23     | 24     | 25     | 26     | 27     | 28     |
| 35     | 29     | 30     | 31     |        |        |        |        |

| September | September | September | September | September | September | September | September |
| Kw        | Mo        | Di        | Mi        | Do        | Fr        | Sa        | So        |
| --------- | --------- | --------- | --------- | --------- | --------- | --------- | --------- |
| 35        |           |           |           | 1         | 2         | 3         | 4         |
| 36        | 5         | 6         | 7         | 8         | 9         | 10        | 11        |
| 37        | 12        | 13        | 14        | 15        | 16        | 17        | 18        |
| 38        | 19        | 20        | 21        | 22        | 23        | 24        | 25        |
| 39        | 26        | 27        | 28        | 29        | 30        |           |           |

| Oktober | Oktober | Oktober | Oktober | Oktober | Oktober | Oktober | Oktober |
| Kw      | Mo      | Di      | Mi      | Do      | Fr      | Sa      | So      |
| ------- | ------- | ------- | ------- | ------- | ------- | ------- | ------- |
| 39      |         |         |         |         |         | 1       | 2       |
| 40      | 3       | 4       | 5       | 6       | 7       | 8       | 9       |
| 41      | 10      | 11      | 12      | 13      | 14      | 15      | 16      |
| 42      | 17      | 18      | 19      | 20      | 21      | 22      | 23      |
| 43      | 24      | 25      | 26      | 27      | 28      | 29      | 30      |
| 44      | 31      |         |         |         |         |         |         |

| November | November | November | November | November | November | November | November |
| Kw       | Mo       | Di       | Mi       | Do       | Fr       | Sa       | So       |
| -------- | -------- | -------- | -------- | -------- | -------- | -------- | -------- |
| 44       |          | 1        | 2        | 3        | 4        | 5        | 6        |
| 45       | 7        | 8        | 9        | 10       | 11       | 12       | 13       |
| 46       | 14       | 15       | 16       | 17       | 18       | 19       | 20       |
| 47       | 21       | 22       | 23       | 24       | 25       | 26       | 27       |
| 48       | 28       | 29       | 30       |          |          |          |          |

| Dezember | Dezember | Dezember | Dezember | Dezember | Dezember | Dezember | Dezember |
| Kw       | Mo       | Di       | Mi       | Do       | Fr       | Sa       | So       |
| -------- | -------- | -------- | -------- | -------- | -------- | -------- | -------- |
| 48       |          |          |          | 1        | 2        | 3        | 4        |
| 49       | 5        | 6        | 7        | 8        | 9        | 10       | 11       |
| 50       | 12       | 13       | 14       | 15       | 16       | 17       | 18       |
| 51       | 19       | 20       | 21       | 22       | 23       | 24       | 25       |
| 52       | 26       | 27       | 28       | 29       | 30       | 31       |          |

| Januar | Januar | Januar | Januar | Januar | Januar | Januar | Januar |
| Kw     | Mo     | Di     | Mi     | Do     | Fr     | Sa     | So     |
| ------ | ------ | ------ | ------ | ------ | ------ | ------ | ------ |
| 52     |        |        |        |        |        | 1      | 2      |
| 1      | 3      | 4      | 5      | 6      | 7      | 8      | 9      |
| 2      | 10     | 11     | 12     | 13     | 14     | 15     | 16     |
| 3      | 17     | 18     | 19     | 20     | 21     | 22     | 23     |
| 4      | 24     | 25     | 26     | 27     | 28     | 29     | 30     |
| 5      | 31     |        |        |        |        |        |        |

| Februar | Februar | Februar | Februar | Februar | Februar | Februar | Februar |
| Kw      | Mo      | Di      | Mi      | Do      | Fr      | Sa      | So      |
| ------- | ------- | ------- | ------- | ------- | ------- | ------- | ------- |
| 5       |         | 1       | 2       | 3       | 4       | 5       | 6       |
| 6       | 7       | 8       | 9       | 10      | 11      | 12      | 13      |
| 7       | 14      | 15      | 16      | 17      | 18      | 19      | 20      |
| 8       | 21      | 22      | 23      | 24      | 25      | 26      | 27      |
| 9       | 28      |         |         |         |         |         |         |

| März | März | März | März | März | März | März | März |
| Kw   | Mo   | Di   | Mi   | Do   | Fr   | Sa   | So   |
| ---- | ---- | ---- | ---- | ---- | ---- | ---- | ---- |
| 9    |      | 1    | 2    | 3    | 4    | 5    | 6    |
| 10   | 7    | 8    | 9    | 10   | 11   | 12   | 13   |
| 11   | 14   | 15   | 16   | 17   | 18   | 19   | 20   |
| 12   | 21   | 22   | 23   | 24   | 25   | 26   | 27   |
| 13   | 28   | 29   | 30   | 31   |      |      |      |

| April | April | April | April | April | April | April | April |
| Kw    | Mo    | Di    | Mi    | Do    | Fr    | Sa    | So    |
| ----- | ----- | ----- | ----- | ----- | ----- | ----- | ----- |
| 13    |       |       |       |       | 1     | 2     | 3     |
| 14    | 4     | 5     | 6     | 7     | 8     | 9     | 10    |
| 15    | 11    | 12    | 13    | 14    | 15    | 16    | 17    |
| 16    | 18    | 19    | 20    | 21    | 22    | 23    | 24    |
| 17    | 25    | 26    | 27    | 28    | 29    | 30    |       |

| Mai | Mai | Mai | Mai | Mai | Mai | Mai | Mai |
| Kw  | Mo  | Di  | Mi  | Do  | Fr  | Sa  | So  |
| --- | --- | --- | --- | --- | --- | --- | --- |
| 17  |     |     |     |     |     |     | 1   |
| 18  | 2   | 3   | 4   | 5   | 6   | 7   | 8   |
| 19  | 9   | 10  | 11  | 12  | 13  | 14  | 15  |
| 20  | 16  | 17  | 18  | 19  | 20  | 21  | 22  |
| 21  | 23  | 24  | 25  | 26  | 27  | 28  | 29  |
| 22  | 30  | 31  |     |     |     |     |     |

| Juni | Juni | Juni | Juni | Juni | Juni | Juni | Juni |
| Kw   | Mo   | Di   | Mi   | Do   | Fr   | Sa   | So   |
| ---- | ---- | ---- | ---- | ---- | ---- | ---- | ---- |
| 22   |      |      | 1    | 2    | 3    | 4    | 5    |
| 23   | 6    | 7    | 8    | 9    | 10   | 11   | 12   |
| 24   | 13   | 14   | 15   | 16   | 17   | 18   | 19   |
| 25   | 20   | 21   | 22   | 23   | 24   | 25   | 26   |
| 26   | 27   | 28   | 29   | 30   |      |      |      |

| Juli | Juli | Juli | Juli | Juli | Juli | Juli | Juli |
| Kw   | Mo   | Di   | Mi   | Do   | Fr   | Sa   | So   |
| ---- | ---- | ---- | ---- | ---- | ---- | ---- | ---- |
| 26   |      |      |      |      | 1    | 2    | 3    |
| 27   | 4    | 5    | 6    | 7    | 8    | 9    | 10   |
| 28   | 11   | 12   | 13   | 14   | 15   | 16   | 17   |
| 29   | 18   | 19   | 20   | 21   | 22   | 23   | 24   |
| 30   | 25   | 26   | 27   | 28   | 29   | 30   | 31   |

| August | August | August | August | August | August | August | August |
| Kw     | Mo     | Di     | Mi     | Do     | Fr     | Sa     | So     |
| ------ | ------ | ------ | ------ | ------ | ------ | ------ | ------ |
| 31     | 1      | 2      | 3      | 4      | 5      | 6      | 7      |
| 32     | 8      | 9      | 10     | 11     | 12     | 13     | 14     |
| 33     | 15     | 16     | 17     | 18     | 19     | 20     | 21     |
| 34     | 22     | 23     | 24     | 25     | 26     | 27     | 28     |
| 35     | 29     | 30     | 31     |        |        |        |        |

| September | September | September | September | September | September | September | September |
| Kw        | Mo        | Di        | Mi        | Do        | Fr        | Sa        | So        |
| --------- | --------- | --------- | --------- | --------- | --------- | --------- | --------- |
| 35        |           |           |           | 1         | 2         | 3         | 4         |
| 36        | 5         | 6         | 7         | 8         | 9         | 10        | 11        |
| 37        | 12        | 13        | 14        | 15        | 16        | 17        | 18        |
| 38        | 19        | 20        | 21        | 22        | 23        | 24        | 25        |
| 39        | 26        | 27        | 28        | 29        | 30        |           |           |

| Oktober | Oktober | Oktober | Oktober | Oktober | Oktober | Oktober | Oktober |
| Kw      | Mo      | Di      | Mi      | Do      | Fr      | Sa      | So      |
| ------- | ------- | ------- | ------- | ------- | ------- | ------- | ------- |
| 39      |         |         |         |         |         | 1       | 2       |
| 40      | 3       | 4       | 5       | 6       | 7       | 8       | 9       |
| 41      | 10      | 11      | 12      | 13      | 14      | 15      | 16      |
| 42      | 17      | 18      | 19      | 20      | 21      | 22      | 23      |
| 43      | 24      | 25      | 26      | 27      | 28      | 29      | 30      |
| 44      | 31      |         |         |         |         |         |         |

| November | November | November | November | November | November | November | November |
| Kw       | Mo       | Di       | Mi       | Do       | Fr       | Sa       | So       |
| -------- | -------- | -------- | -------- | -------- | -------- | -------- | -------- |
| 44       |          | 1        | 2        | 3        | 4        | 5        | 6        |
| 45       | 7        | 8        | 9        | 10       | 11       | 12       | 13       |
| 46       | 14       | 15       | 16       | 17       | 18       | 19       | 20       |
| 47       | 21       | 22       | 23       | 24       | 25       | 26       | 27       |
| 48       | 28       | 29       | 30       |          |          |          |          |

| Dezember | Dezember | Dezember | Dezember | Dezember | Dezember | Dezember | Dezember |
| Kw       | Mo       | Di       | Mi       | Do       | Fr       | Sa       | So       |
| -------- | -------- | -------- | -------- | -------- | -------- | -------- | -------- |
| 48       |          |          |          | 1        | 2        | 3        | 4        |
| 49       | 5        | 6        | 7        | 8        | 9        | 10       | 11       |
| 50       | 12       | 13       | 14       | 15       | 16       | 17       | 18       |
| 51       | 19       | 20       | 21       | 22       | 23       | 24       | 25       |
| 52       | 26       | 27       | 28       | 29       | 30       | 31       |          |

## Ereignisse

### Politik und Weltgeschehen

#### Anglo-Afghanischer Krieg
- 1. Januar: Während des Ersten Anglo-Afghanischen Kriegs unterzeichnet der britische Generalmajor William George Keith Elphinstone mit afghanischen Rebellenführern in Kabul die Kapitulationsurkunde. Am 6. Januar beginnt der Rückzug der überlebenden britischen Truppen zum Chaiber-Pass.

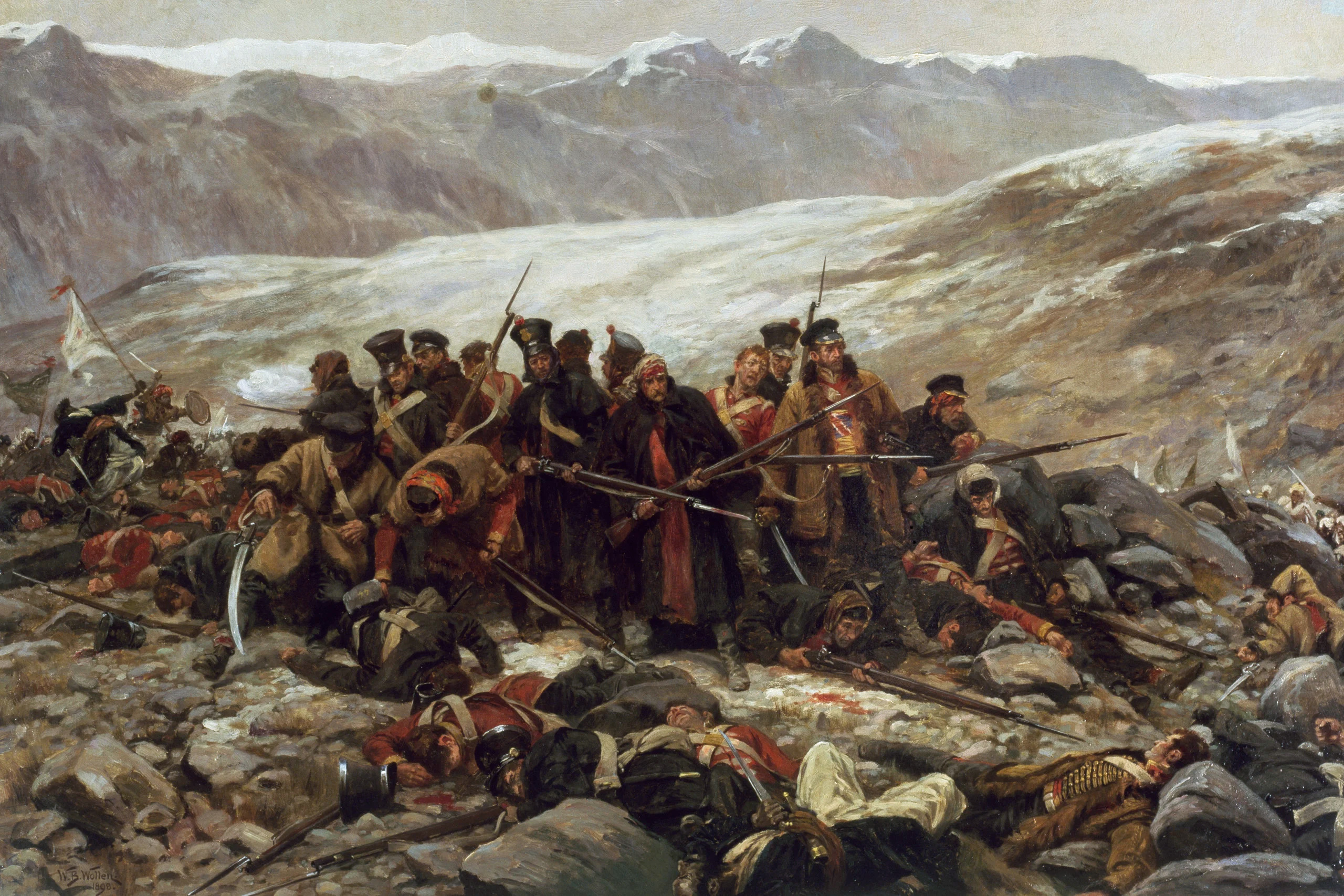
Last Stand at Gundamuck von William Barnes Wollen, heroisierende Darstellung der Niederlage der britischen Truppen bei Gandamak

- 13. Januar: Während des Ersten Anglo-Afghanischen Kriegs kommt es zur Schlacht von Gandamak.
- 7. April: Während des Ersten Anglo-Afghanischen Kriegs endet die Belagerung von Dschalalabad.
- 17. Juni: Die britischen Diplomaten Charles Stoddart und Arthur Conolly werden in Buchara als angebliche Spione enthauptet.

#### Erster Opiumkrieg
- 29. August: Der Vertrag von Nanking zwischen China und Großbritannien wird an Bord der HMS Cornwallis unterzeichnet. Damit wird der erste Opiumkrieg beendet.

#### Europa
- 17. Januar: Ein Aufstand der von António Bernardo da Costa Cabral geführten konservativen Cartisten beendet die Phase setembristischer Regierungen in Portugal. Costa Cabral regiert das Land diktatorisch (bis 1846).
- 3. Dezember: Die Stadt Barcelona wird vom spanischen Militär zur Niederschlagung eines ausgebrochenen Aufstands 12 Stunden lang unter Beschuss genommen. Das Bombardement hat Regent Baldomero Espartero angewiesen.

#### Afrika
- 7. Februar: Schlacht von Debre Tabor während der Zemene Mesafint in Äthiopien

#### Amerika

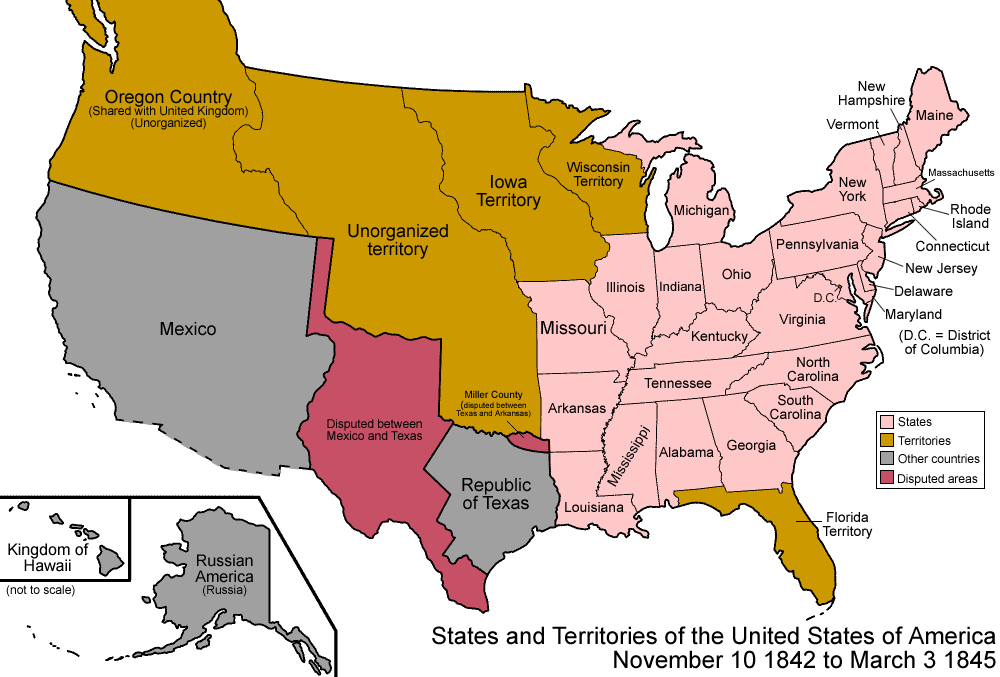
Vereinigte Staaten 1842

- 16. Mai: Eine erste Planwagen-Kolonne mit 100 Siedlern begibt sich von Missouri aus auf dem Oregon Trail über die Rocky Mountains nach Westen.

Karte mit den Grenzverläufen

- 9. August: Der Webster-Ashburton-Treaty beendet den Aroostook-Krieg endgültig und regelt den Grenzverlauf zwischen dem amerikanischen Bundesstaat Maine und der britischen Kolonie New Brunswick.
- 14. August: Der von der US-Armee in Florida geführte Zweite Seminolenkrieg endet mit der fast völligen Ausrottung der Seminolen-Indianer.
- 19. Oktober: In dem Glauben, ein Krieg gegen Mexiko sei ausgebrochen, besetzt der US-amerikanische Marineoffizier Thomas ap Catesby Jones die Stadt Monterey in Kalifornien. Als sich die Gerüchte als falsch herausstellen, zieht er sich am Folgetag wieder zurück. Dieser und ein ähnlicher Vorfall kurze Zeit später in San Diego führen zu einer scharfen Protestnote seitens des mexikanischen Außenministers an die Vereinigten Staaten unter Präsident James K. Polk.
- 8. November: William C. Bouck gewinnt die Gouverneurswahl in New York.
- 19. Dezember: Die USA erkennen die Unabhängigkeit von Hawaii an.
- In der Republik Texas kommt es zum Texas Archive War.

#### Antarktis
- 28. Dezember: Der britische Entdecker und Seefahrer James Clark Ross entdeckt die sieben kleinere Inseln umfassende Gruppe der Danger-Inseln, die vor der Antarktischen Halbinsel liegt.

### Wirtschaft

#### Ausstellungen und Messen
- 12. September bis 16. Oktober: Die Erste Deutsche Industrieausstellung im Deutschhaus Mainz gilt als Wegmarke deutscher Wirtschaftsgeschichte. 75.000 Menschen besuchen die vierwöchige Veranstaltung, an der etwa 270 Aussteller teilnehmen. Die Ausstellung ist das erste große Ereignis während der Amtszeit von Nikolaus Nack als Oberbürgermeister von Mainz.

#### Marken und Patente
- 21. Februar: In den Vereinigten Staaten erhält John James Greenough das erste US-Patent auf eine Nähmaschine. Sie ist auch zur Lederverarbeitung gedacht.
- 23. Mai: Der Brite John Bennet Lawes meldet sein Verfahren zur Herstellung von Superphosphat, einem Dünger für die Landwirtschaft, zum Patent an.

#### Unternehmensgründungen

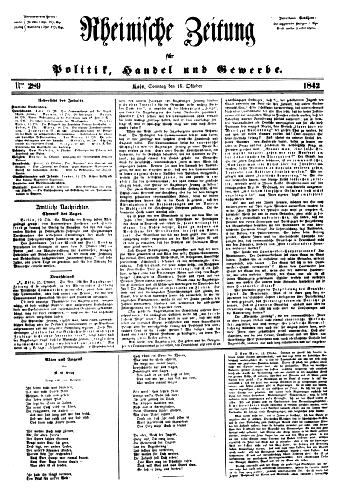
Rheinische Zeitung

- 1. Januar: In Köln wird die Rheinische Zeitung als Blatt des bürgerlichen Liberalismus gegründet. Herausgeber ist der Kölner Buchhändler Joseph Engelbert Renard. Am 15. Oktober übernimmt Karl Marx die Redaktionsleitung der neuen Zeitung.

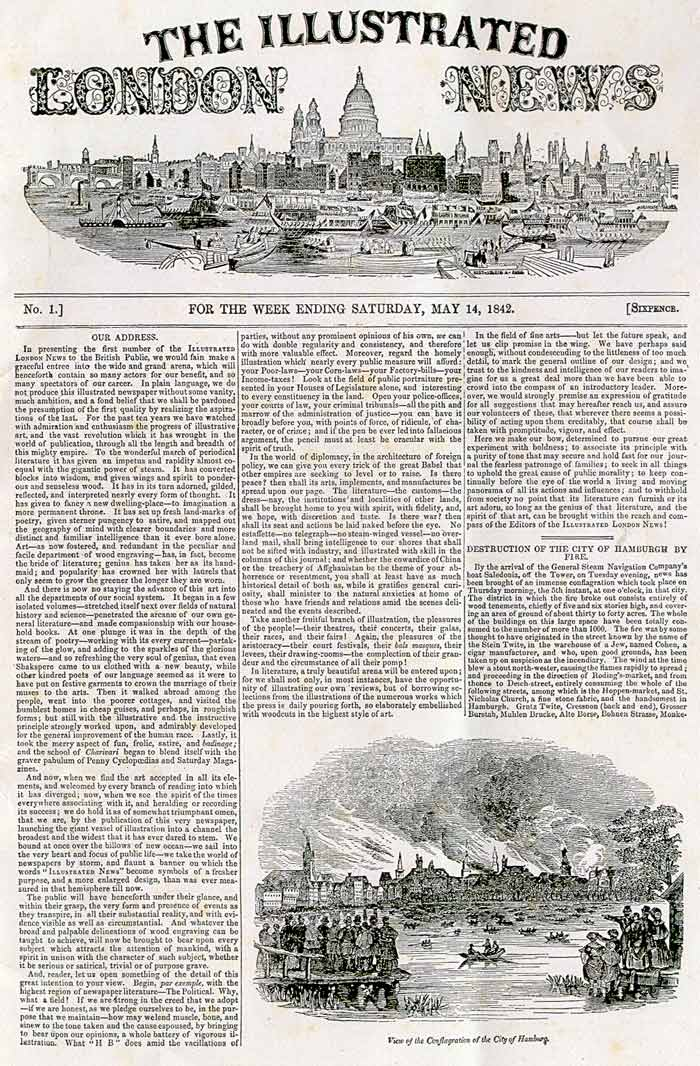
Erste Seite der ersten Ausgabe der Illustrated London News

- 14. Mai: Das von Herbert Ingram und Mark Lemon gegründete Wochenmagazin The Illustrated London News erscheint erstmals. Von der ersten Ausgabe werden 26.000 Exemplare verkauft.
- 5. Oktober: Josef Groll braut in Pilsen den ersten Sud Bier nach Pilsner Brauart.
- 28. Dezember: Die linksradikale Zürcher Wochenzeitschrift Freie Stimmen im Bezirke Zürich erscheint zum ersten Mal.

#### Verkehr
- 19. Februar: Auf der Hamburg-Bergedorfer Eisenbahn wird die erste Testfahrt durchgeführt. Die feierliche Eröffnung am 7. Mai wird durch den verheerenden Hamburger Brand verhindert. Die ersten Fahrten dienen ab dem 5. Mai dem Transport von Löschgerät und Feuerwehrleuten nach Hamburg und der Evakuierung Obdachloser.

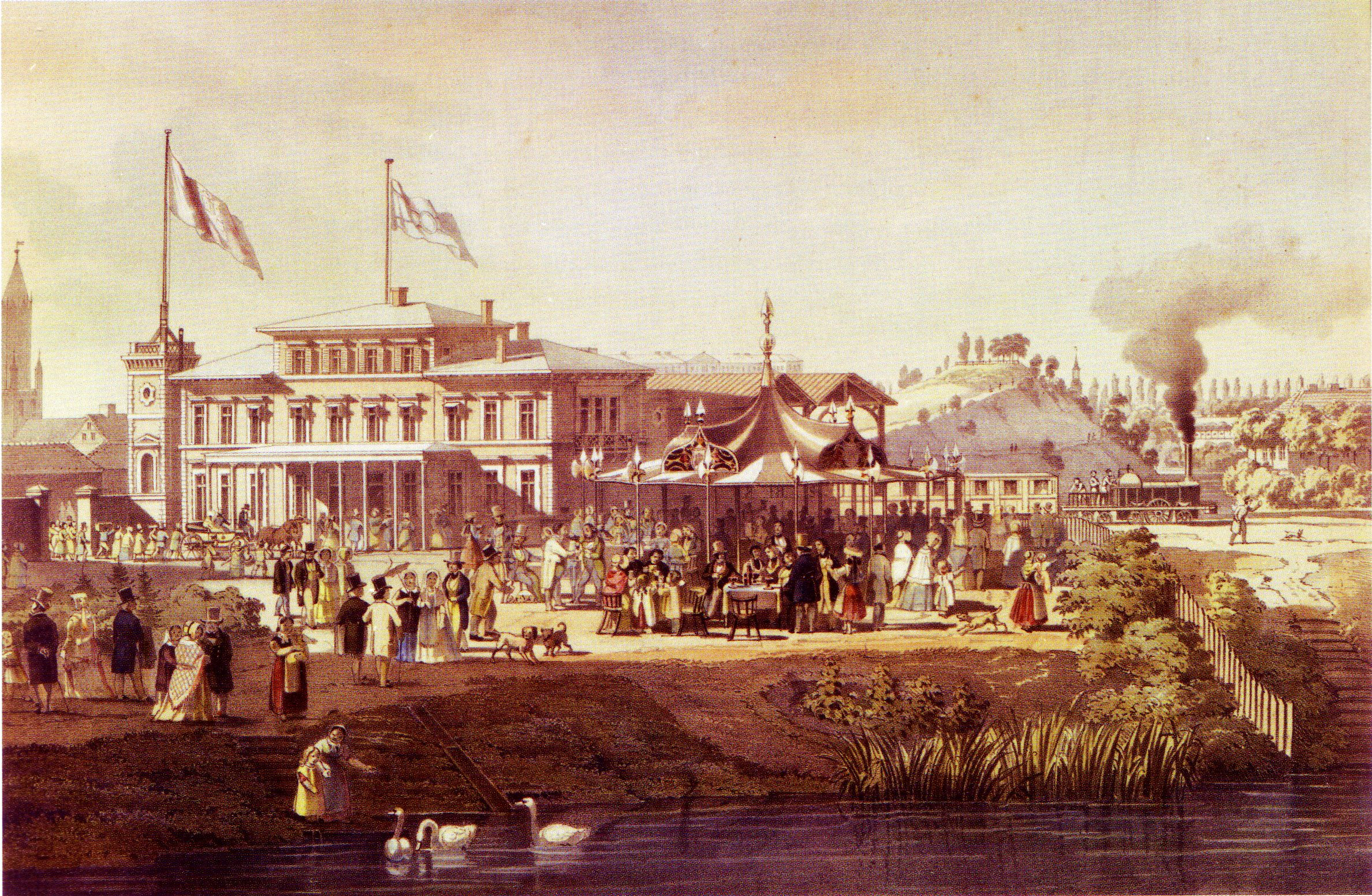
Eröffnung des Bahnhofes am Hamburger Deichtor vor dem Brand, Lithografie von Wilhelm Heuer

- Das erste Teilstück der schottischen West Highland Line von Glasgow nach Edinburgh wird eröffnet.

### Wissenschaft und Technik
- 16. März: Das Dampfschiff HMS Driver startet von Liverpool aus zur ersten Dampferfahrt rund um die Erde.
- 30. März: Crawford W. Long verwendet in Jefferson, Georgia, erstmals Ether als Betäubungsmittel bei der Entfernung eines Nackentumors.
- 25. Mai: Der österreichische Wissenschaftler Christian Doppler trägt in Prag seine den Doppler-Effekt prognostizierende Abhandlung Über das farbige Licht der Doppelsterne und einiger anderer Gestirne des Himmels vor.
- 8. Juli: Totale Sonnenfinsternis über Europa (von Portugal über Russisches Kaiserreich), sowie Asien (bis östliches Chinesisches Kaiserreich)

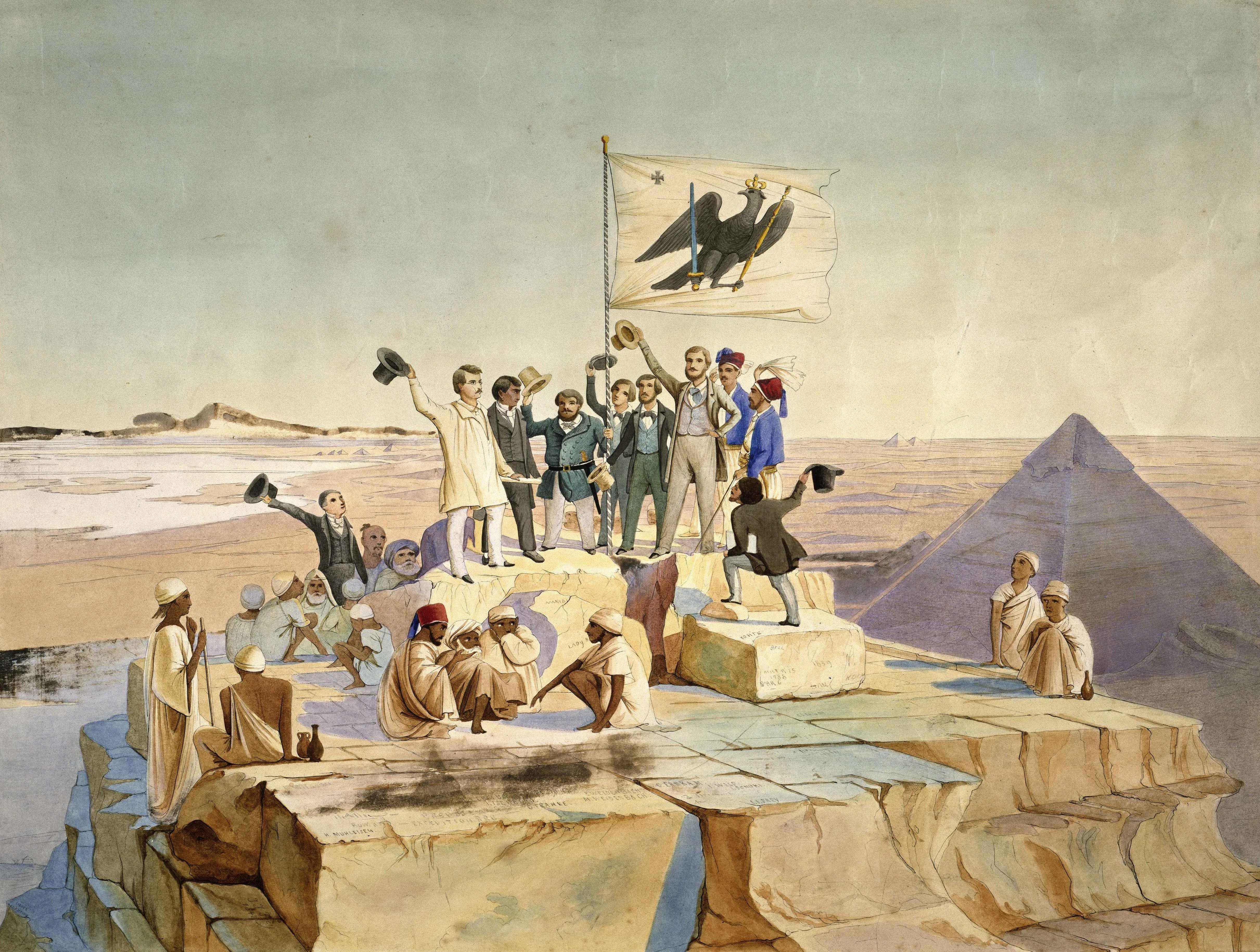
Die Teilnehmer der preußischen Ägypten-Expedition auf der Spitze der Cheops-Pyramide, Aquarell von Johann Jakob Frey

- Herbst: Die Preußische Expedition nach Ägypten unter der Leitung von Karl Richard Lepsius beginnt. Dabei wird unter anderem die Lepsius-Pyramidenliste erstellt.
- Der zweite Band der Reise in das innere Nord-America in den Jahren 1832 bis 1834 von Maximilian zu Wied-Neuwied mit Illustrationen von Karl Bodmer erscheint.

### Kultur

#### Architektur
- 15. Januar: In Köln wird ein Dombau-Verein zur Förderung des Kölner Doms gegründet. Zum ersten Präsidenten wird im Februar Heinrich von Wittgenstein gewählt.

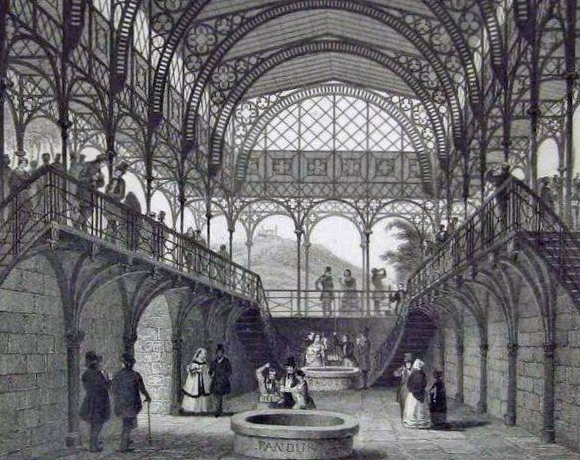
Brunnenhalle (Innenansicht)

- 15. Mai: Die nach Entwürfen von Friedrich von Gärtner errichtete Brunnenhalle in Bad Kissingen wird eingeweiht. Es ist der erste Ingenieurbau Bayerns und eines der ersten Gebäude Deutschlands, das ganz aus Gusseisen erbaut ist.

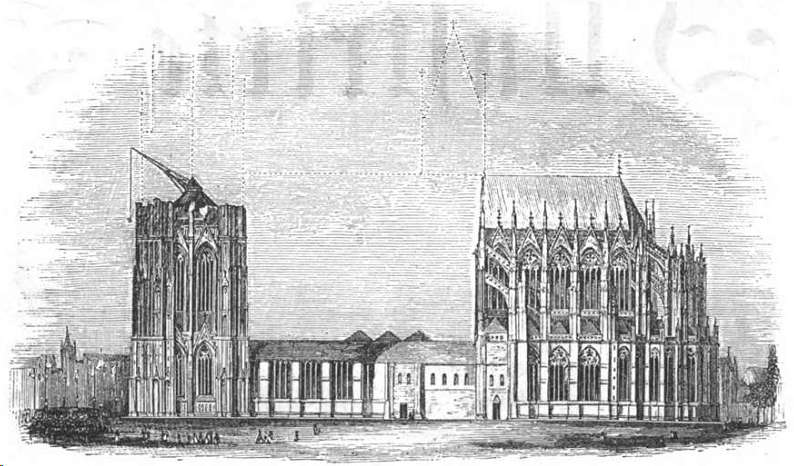
Ansicht des Kölner Doms
(Grafik von 1843)

- 4. September: Mehr als 300 Jahre nach Unterbrechung der Bauarbeiten erfolgt die Grundsteinlegung für den Weiterbau des Kölner Doms.

#### Musik und Theater
- 27. Februar: Der Violinist Ferdinand Laub gibt im Alter von 10 Jahren sein erstes Konzert.
- 3. März: Im Leipziger Gewandhaus findet die Uraufführung der 3. Sinfonie („Schottische Sinfonie“) von Felix Mendelssohn Bartholdy unter der Leitung des Komponisten statt.

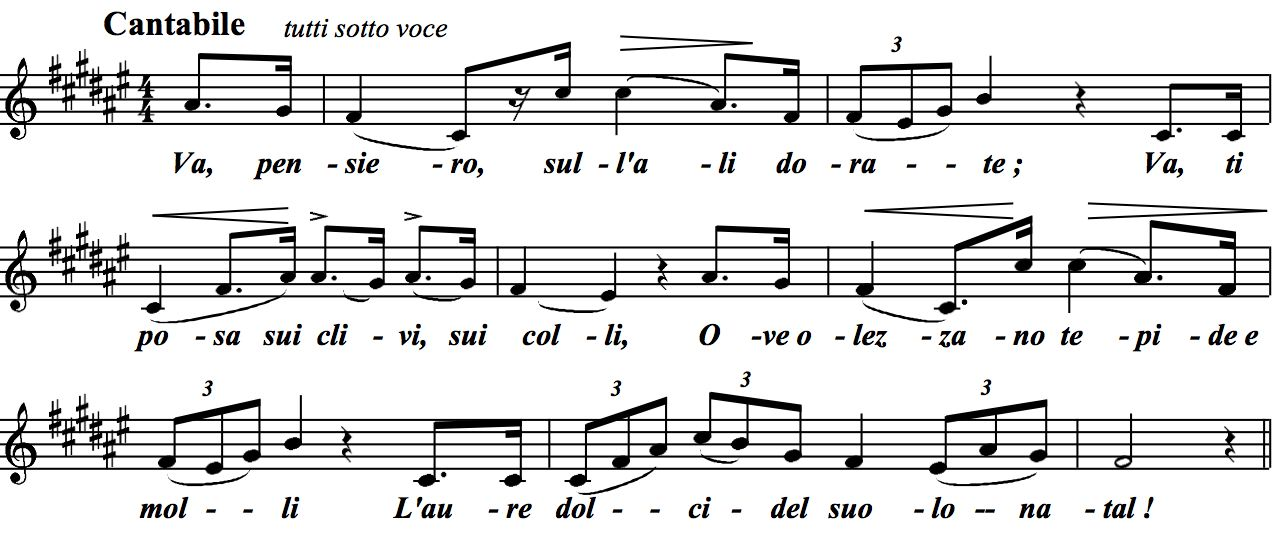
Erster Vers von Va', pensiero

- 9. März: Giuseppe Verdis Oper Nabucco mit dem Libretto von Temistocle Solera wird am Teatro alla Scala di Milano in Mailand uraufgeführt. Verdis dritte Oper wird ein Sensationserfolg, er selbst zum Helden des italienischen Opernlebens. Der Gefangenenchor Va, pensiero nach Psalm 137 wird zum berühmtesten Chor Verdis.
- 10. März: Die Posse mit Gesang Einen Jux will er sich machen von Johann Nestroy wird am Theater an der Wien uraufgeführt.
- 28. März: Die Wiener Philharmoniker, ein neu gegründetes Konzertorchester aus Berufsmusikern, präsentieren sich mit einem Konzert im Großen Redoutensaal der Wiener Hofburg unter ihrem Kapellmeister Otto Nicolai erstmals der Öffentlichkeit.
- 2. April: Bei einem von Ureli Corelli Hill initiierten Treffen wird in New York die Philharmonic Symphony Society of New York gegründet. Die New Yorker Philharmoniker sind damit das älteste Symphonieorchester der USA und werden heute zu den „Big Five“ der Orchester gezählt.

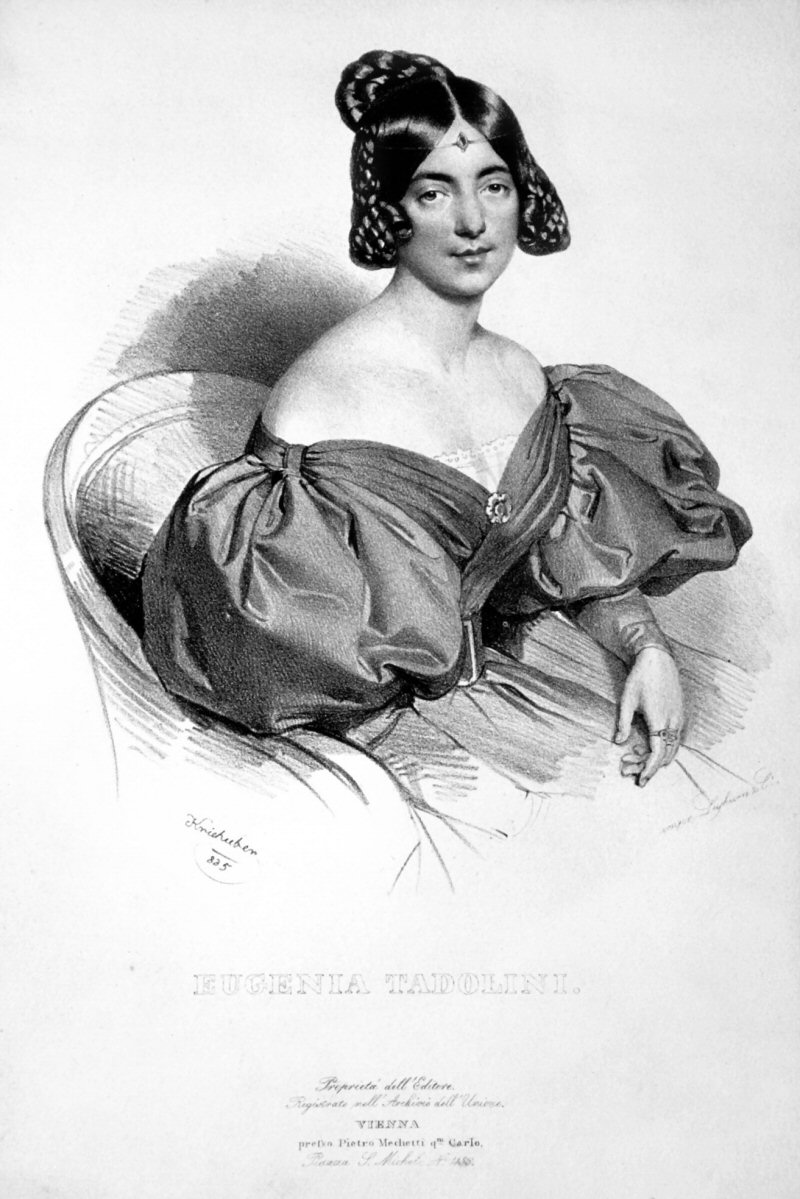
Eugenia Tadolini

- 19. Mai: Die Oper Linda di Chamounix von Gaetano Donizetti wird mit Eugenia Tadolini in der Hauptrolle am Theater am Kärntnertor in Wien mit großem Erfolg uraufgeführt.

Uraufführung von Wagners Rienzi

- 20. Oktober: Richard Wagners tragische Oper Rienzi, der letzte der Tribunen wird am Königlichen Hoftheater Dresden uraufgeführt. Mit seiner dritten vollendeten Oper gelingt dem Komponisten der Durchbruch.
- 9. Dezember: Ruslan und Ljudmila, eine Oper in fünf Akten von Michail Iwanowitsch Glinka auf ein Libretto von Nestor Kukolnik und anderen nach dem gleichnamigen Versepos Alexander Sergejewitsch Puschkins wird in Sankt Petersburg uraufgeführt.
- 31. Dezember: Die Uraufführung der komischen Oper Der Wildschütz von Albert Lortzing erfolgt am Stadttheater in Leipzig. Das Libretto schrieb der Komponist selbst nach dem Lustspiel Der Rehbock oder Die schuldlos Schuldbewussten von August von Kotzebue.

#### Sonstiges
- 1. Januar: P. T. Barnum eröffnet am New Yorker Broadway Barnum’s American Museum.

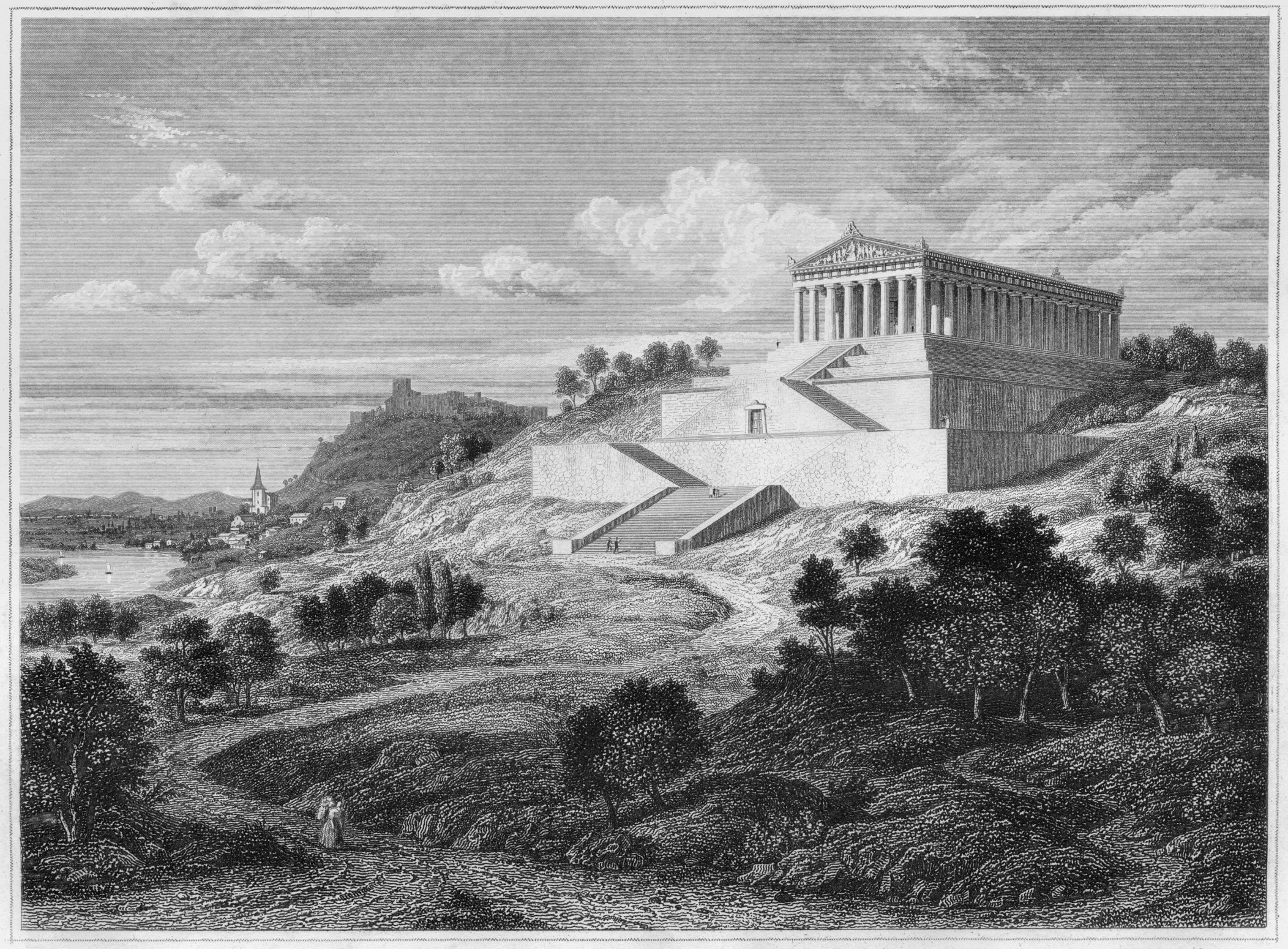
Walhalla um 1840

- 18. Oktober: Die vom bayrischen König Ludwig I. initiierte Gedenkstätte Walhalla bei Donaustauf wird eingeweiht.

### Religion
- 1. April: Papst Gregor XVI. promulgiert die Enzyklika Inter ea, die sich mit der Entwicklung in einigen schweizerischen Kantonen befasst.

### Katastrophen

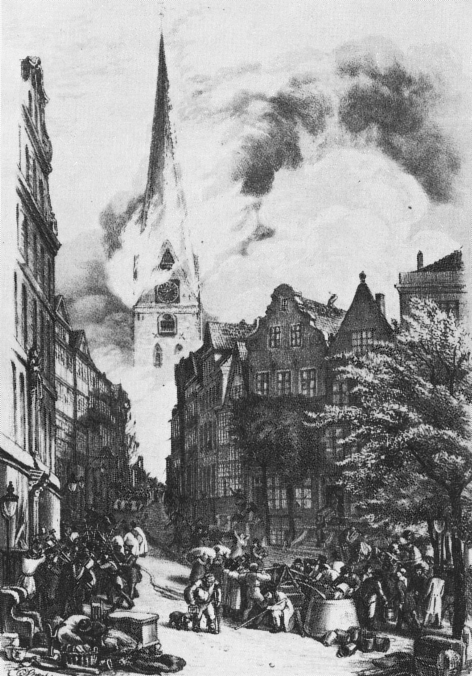
Otto Speckter: Brennende Petrikirche

- 5. Mai bis 8. Mai: Durch den Hamburger Brand, der erst nach vier Tagen unter Kontrolle gebracht werden kann, wird mehr als ein Viertel der Hamburger Altstadt zerstört. 51 Menschen kommen ums Leben, die Zahl der Obdachlosen wird auf 20.000 geschätzt, die Zahl der zerstörten Häuser auf etwa 1.700. Unter anderem brennen am 5. Mai das Rathaus an der Trostbrücke und am 7. Mai die Petrikirche nieder. Über Jahre hinweg ist das Hamburger Stadtbild von den zerstörten Flächen und den darauf errichteten Behelfswohnungen geprägt. Zeitgenossen bezeichnen den Stadtbrand „seit jenem von Moskau 1812“ als „wohl de[n] größte[n] im Norden unseres Welttheiles“. Die Planungen für die Neugestaltung des Stadtgebiets werden bereits im Mai unter der Federführung des englischen Ingenieurs William Lindley begonnen.
- 7. Mai: Ein Erdbeben tötet allein in der Stadt Cap-Haitien 5000 Menschen. Weitere Städte in der Karibik sind von dem Beben und dem anschließenden Tsunami betroffen.

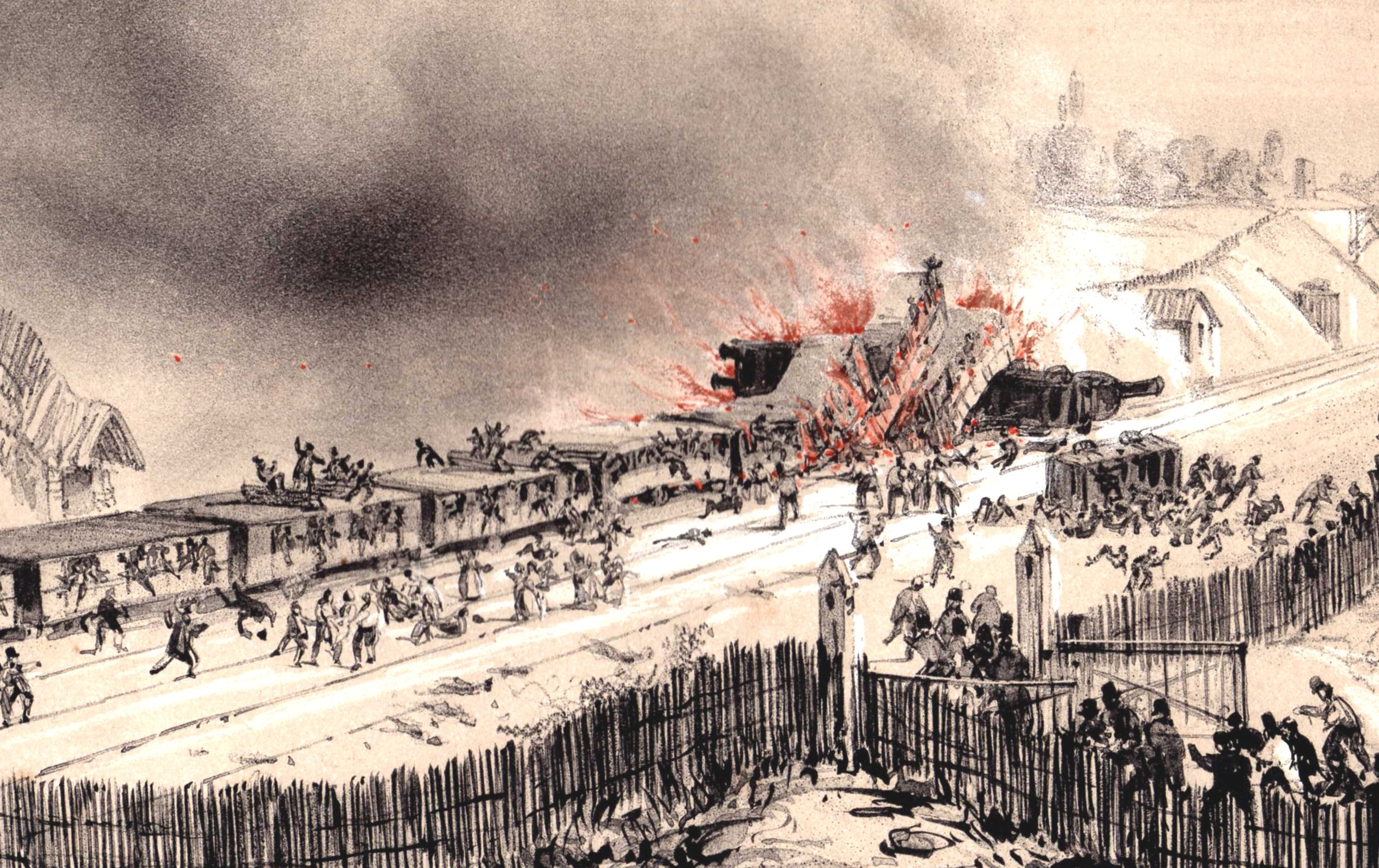
Zugunglück bei Meudon

- 8. Mai: Bei Meudon ereignet sich in Frankreich der Eisenbahnunfall von Versailles. Mindestens 50 Menschen sterben nach einem Achsbruch der ersten Dampflokomotive eines mit etwa 770 Personen besetzten Zuges. Die zweite Lokomotive und drei Personenwagen schieben sich in das Wrack. Prominenteste Opfer werden der Polarforscher Jules Dumont d’Urville mit Frau und Sohn.

### Sport
- 20. Juli: Der höchste Berg der Pyrenäen, der Aneto, wird durch den russischen Ex-Offizier Platon Tschichatschow und seinen Begleitern erstmals bestiegen.
- 8. August: Das 4.042 Meter hohe Lauteraarhorn wird von einer sechsköpfigen Bergsteigergruppe erstmals bestiegen.

## Historische Karten und Ansichten

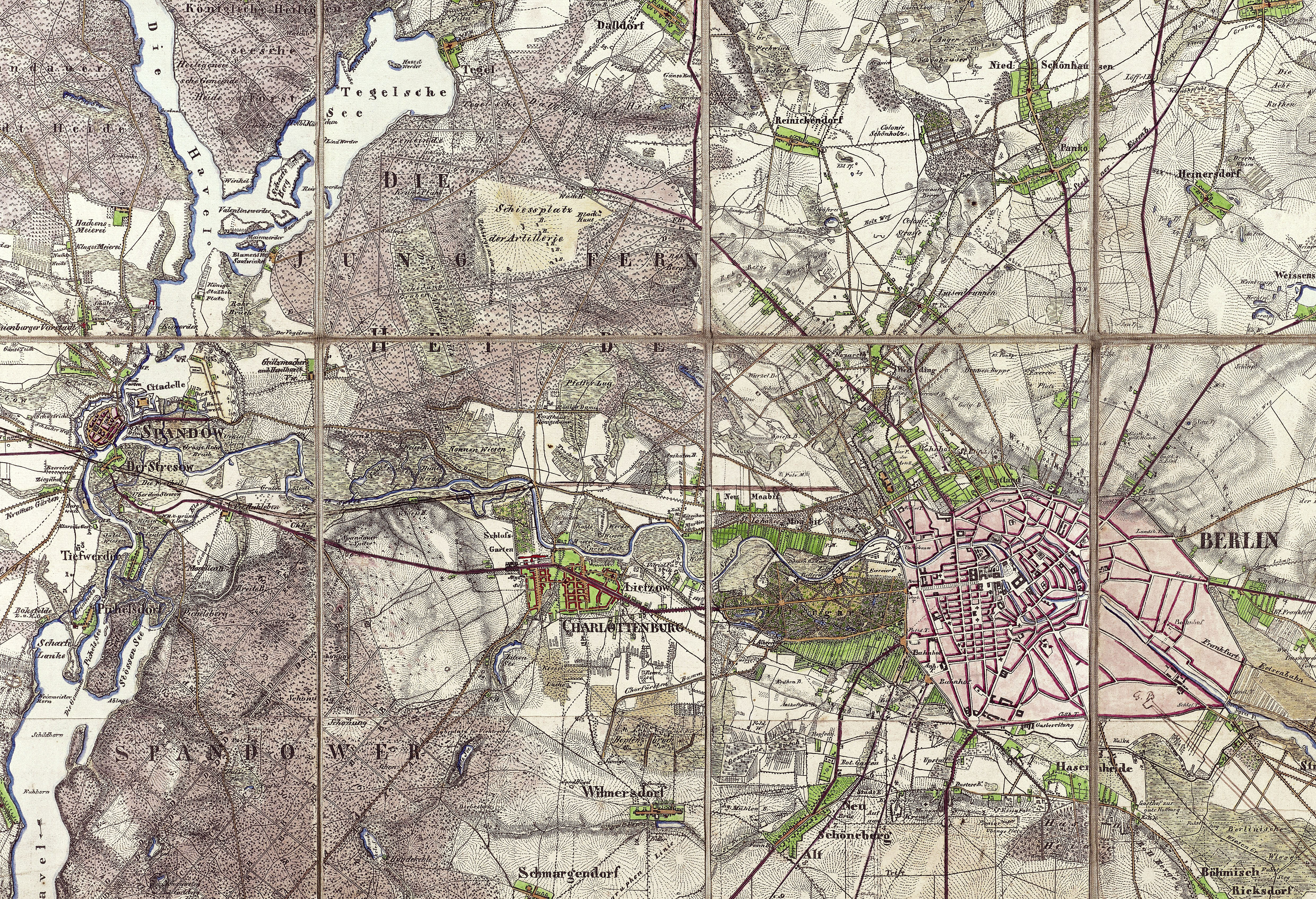
Berlin, Charlottenburg und Spandau 1842

## Geboren

### Januar/Februar
- 05. Januar: Carl Engler, deutscher Chemiker († 1925)
- 06. Januar: Clarence King, US-amerikanischer Geologe († 1901)
- 11. Januar: William James, US-amerikanischer Psychologe und Philosoph († 1910)
- 12. Januar: Teobert Maler, österreichischer Fotograf, Entdecker und Erforscher von Maya-Ruinen († 1917)
- 13. Januar: Heinrich Hofmann, deutscher Komponist († 1902)
- 15. Januar: Josef Breuer, österreichischer Arzt, Physiologe und Philosoph († 1925)
- 19. Januar: Charles Hopper Gibson, US-amerikanischer Politiker († 1900)
- 20. Januar: Miklós Konkoly-Thege, ungarischer Astronom († 1916)
- 22. Januar: Henri Maréchal, französischer Komponist († 1924)
- 22. Januar: Guido von Sommaruga, österreichischer Rechtsanwalt und Parlamentarier († 1895)
- 26. Januar: François Coppée, französischer Schriftsteller († 1908)
- 28. Januar: Franziska Feifalik, österreichische Friseurin und Vertraute der Kaiserin Elisabeth von Österreich-Ungarn († 1911)
- 29. Januar: Alfred Friedrich Bluntschli, Schweizer Architekt († 1930)
- 31. Januar: Henri Fazy, Schweizer Historiker, Archivar und Politiker († 1920)
- 02. Februar: Karl August Deinhard, deutscher Marineoffizier († 1892)
- 02. Februar: Carlos Walker Martínez, chilenischer Autor und Politiker († 1905)
- 02. Februar: Bendicht Peter, Schweizer Offizier und Beamter († 1887)
- 03. Februar: Sidney Lanier, US-amerikanischer Dichter († 1881)
- 04. Februar: Georg Brandes, dänischer Schriftsteller († 1927)
- 04. Februar: Hugo Schuchardt, deutscher Romanist († 1927)
- 05. Februar: Karl von Wedel, deutscher General und Diplomat († 1919)
- 06. Februar: Mary Rudge, britische Schachweltmeisterin († 1919)
- 07. Februar: Alexandre Ribot, französischer Politiker, Ministerpräsident († 1923)
- 08. Februar: Josef Schantl, österreichischer Musiker († 1902)
- 11. Februar: Ludwig Barnay, Schauspieler und Intendant († 1924)
- 12. Februar: Julius Scharlach, deutscher Jurist und Unternehmer († 1908)
- 13. Februar: Heinrich Gradl, sudetendeutscher Historiker († 1895)
- 17. Februar: August von Schroeder, preußischer Generalmajor († 1915)
- 18. Februar: Charles Emory Smith, US-amerikanischer Politiker († 1908)
- 20. Februar: Joseph Victor Widmann, Schweizer Schriftsteller und Journalist († 1911)
- 21. Februar: Edmund Friedrich von Autenrieth, deutscher Bauingenieur und Hochschullehrer († 1910)
- 23. Februar: Eduard von Hartmann, deutscher Philosoph († 1906)
- 24. Februar: Arrigo Boito, italienischer Schriftsteller und Komponist († 1918)

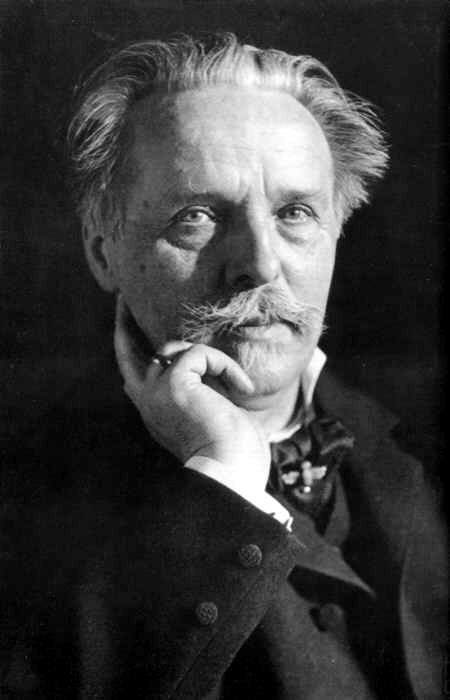
Karl May

- 25. Februar: Karl May, deutscher Schriftsteller († 1912)
- 26. Februar: Hugo Bußmeyer, deutscher Komponist († 1912)
- 26. Februar: Camille Flammarion, französischer Astronom und Autor († 1925)
- 28. Februar: Stephen Wallace Dorsey, US-amerikanischer Politiker († 1916)

### März/April
- 01. März: Heinrich Aufhäuser, deutscher Bankier († 1917)
- 01. März: Rafael Guastavino, spanischer Architekt und Baumeister († 1908)
- 01. März: Wilhelm Jordan, deutscher Geodät und Mathematiker († 1899)
- 03. März: Frederick Gustavus Burnaby, britischer Militär, Reisender und Schriftsteller († 1885)
- 03. März: James Sully, englischer Psychologe († 1923)
- 12. März: Cherubine Willimann, Generalsuperiorin in Koblenz († 1914)
- 13. März: Valentin Joseph Boussinesq, französischer Mathematiker und Physiker († 1929)
- 14. März: Wilhelm Wilmanns, deutscher Germanist († 1911)
- 18. März: Stéphane Mallarmé, französischer Schriftsteller († 1898)
- 22. März: Adolf Haenle, deutscher Architekt († 1907)
- 23. März: Friedrich Ludwig Balthasar Amelung, baltischer Industrieller, Schachspieler und Publizist († 1909)
- 24. März: Gabrielle Krauss, österreichische Opernsängerin († 1906)
- 25. März: Jean Marie Charles Abadie, französischer Ophthalmologe († 1932)
- 25. März: Antonio Fogazzaro, italienischer Schriftsteller und Dichter († 1911)
- 29. März: Friedrich von Hellwald, österreichischer populärwissenschaftlicher Schriftsteller († 1892)
- 01. April: Edmund Neupert, norwegischer Pianist, Komponist und Musikpädagoge († 1888)
- 02. April: Domenico Savio, Schüler bei Don Bosco, italienischer Heiliger († 1857)
- 03. April: Katharine Russell, Viscountess Amberley, britische Adelige und Suffragette († 1874)
- 04. April: Édouard Lucas, französischer Mathematiker († 1891)
- 06. April: Francis Chaponnière, Schweizer evangelischer Theologe und Hochschullehrer († 1924)
- 09. April: Herman Greulich, Schweizer Politiker, Vorkämpfer für das Schweizer Frauenstimmrecht († 1925)
- 10. April: August Geib, deutscher Lyriker, Buchhändler und Politiker († 1879)
- 14. April: Catherine Eddowes, viertes Opfer der Whitechapel-Morde des Serienmörders Jack the Ripper († 1888)
- 20. April: John Murphy Farley, Erzbischof von New York und Kardinal († 1918)
- 21. April: Charles Follen Adams, US-amerikanischer Dichter († 1918)
- 21. April: Alberto Errera, italienischer Nationalökonom († 1894)
- 29. April: Karl Millöcker, österreichischer Operettenkomponist († 1899)
- 29. April: Paul Soleillet, französischer Afrikareisender († 1886)

### Mai/Juni
- 01. Mai: Janet Monach Patey, englische Sängerin († 1894)
- 02. Mai: Felix Victor Birch-Hirschfeld, deutscher Mediziner († 1899)
- 04. Mai: Philipp von Nathusius-Ludom, preußischer Politiker und Chefredakteur der „Kreuzzeitung“ († 1900)
- 06. Mai: Felice Cavallotti, italienischer Politiker, Journalist, Schriftsteller und Übersetzer († 1898)
- 09. Mai: Henry C. Warmoth, US-amerikanischer Politiker († 1931)
- 12. Mai: Jules Massenet, französischer Komponist († 1912)
- 13. Mai: Arthur Sullivan, englischer Organist, Dirigent und Komponist († 1900)
- 13. Mai: Giuseppe Terrabugio, italienischer Organist, Komponist und Kirchenmusiker († 1933)
- 15. Mai: L. C. Hughes, US-amerikanischer Politiker († 1915)
- 15. Mai: Ludwig Viktor von Österreich, jüngster Bruder von Kaiser Franz Joseph I. († 1919)

August Thyssen auf Schloss Landsberg

- 17. Mai: August Thyssen, deutscher Industrieller († 1926)
- 23. Mai: Emmanuel Gallard-Lépinay, französischer Marinemaler († 1885)
- 23. Mai: Maria Konopnicka, polnischer Dichterin († 1910)
- 24. Mai: Rudolf von Buol-Berenberg, deutscher Politiker und Reichstagspräsident († 1902)
- 26. Mai: Evald Rygh, norwegischer Finanzminister († 1913)
- 27. Mai: Amancio Alcorta, argentinischer Politiker und Rechtswissenschaftler († 1902)
- 01. Juni: Christoph Blumhardt, württembergischer Theologe und Pfarrer des Pietismus († 1919)
- 02. Juni: Norbert Hanrieder, österreichischer Mundartdichter und Priester († 1913)
- 03. Juni: Eugen Bracht, deutscher Maler und Professor († 1921)
- 05. Juni: Georg Franzius, deutscher Wasserbauingenieur († 1914)
- 07. Juni: Adolf Bayersdorfer, deutscher Kunsthistoriker und Schachproblemkomponist († 1901)
- 10. Juni: Gustav Hartmann, deutscher Unternehmer († 1910)
- 10. Juni: Adolf Stoltze, deutscher Journalist und Lokaldichter († 1933)

Carl von Linde, 1872

- 11. Juni: Carl von Linde, deutscher Ingenieur, Erfinder und Gründer der Linde AG († 1934)
- 12. Juni: Friedrich Eduard Bilz, deutscher Naturheilkundler († 1922)
- 12. Juni: Rikard Nordraak, norwegischer Komponist († 1866)
- 18. Juni: António Mendes Bello, Erzbischof von Lissabon und Kardinal († 1929)
- 19. Juni: Carl Zeller, österreichischer Jurist und Komponist († 1898)
- 21. Juni: Richard Kahle, deutscher Schauspieler († 1916)
- 24. Juni: Ambrose Bierce, US-amerikanischer Schriftsteller und Journalist († 1914)
- 25. Juni: Eloy Alfaro, ecuadorianischer Militär und Politiker († 1912)
- 25. Juni: Heinrich Seidel, deutscher Ingenieur und Schriftsteller († 1906)
- 29. Juni: Josef Labor, österreichischer Komponist und Pianist († 1924)
- 30. Juni: Johannes Gad, deutscher Neurophysiologe († 1926)
- 30. Juni: William Smithe, kanadischer Politiker († 1887)

### Juli/August
- 01. Juli: Julius Falkenstein, deutscher Arzt und Afrikareisender († 1917)
- 02. Juli: Charles Chaillé-Long, US-amerikanischer Afrikareisender († 1917)
- 02. Juli: Albert Ladenburg, deutscher Chemiker († 1911)
- 03. Juli: Hans Wunderly-von Muralt, Schweizer Industrieller und Politiker († 1921)
- 04. Juli: Hermann Cohen, deutscher Philosoph jüdischen Glaubens († 1918)
- 07. Juli: Sebastiano Turbiglio, italienischer Philosoph († 1901)
- 11. Juli: Alfred von und zu Liechtenstein, österreichischer Politiker († 1907)
- 13. Juli: Bronisław Markiewicz, polnischer Priester und Ordensgründer († 1912)
- 13. Juli: Paul Friedrich Meyerheim, deutscher Maler und Grafiker († 1915)
- 16. Juli: Norbert Schrödl, deutscher Maler österreichischer Herkunft († 1912)
- 17. Juli: Georg von Schönerer, österreichischer Gutsbesitzer und Politiker († 1921)
- 18. Juli: Louis Debierre, französischer Orgelbauer († 1920)
- 19. Juli: Frederic T. Greenhalge, US-amerikanischer Politiker († 1896)
- 25. Juli: Daniel Paul Schreber, deutscher Jurist und Autor († 1911)
- 25. Juli: Johann Jakob Stutz, Schweizer Jurist und Politiker († 1913)
- 26. Juli: Berthold Delbrück, deutscher Linguist († 1922)
- 26. Juli: Alfred Marshall, britischer Nationalökonom († 1924)
- 30. Juli: Vojtěch Hřímalý, tschechischer Komponist, Dirigent und Geiger († 1908)
- 05. August: Ferdinand Keller, deutscher Maler († 1922)
- 13. August: Albert Sorel, französischer Schriftsteller († 1906)
- 14. August: Jean Gaston Darboux, französischer Mathematiker († 1917)
- 14. August: George K. Nash, US-amerikanischer Politiker († 1904)
- 15. August: John C. Hammond, US-amerikanischer Rechtsanwalt († 1926)
- 17. August: Hugo Egmont Hørring, Jurist und Politiker, dänischer Ministerpräsident († 1909)
- 20. August: Franz Gustav Arndt, deutscher Landschafts- und Genremaler († 1905)
- 21. August: Paulus von Braun, deutscher Theologe († 1924)
- 23. August: Osborne Reynolds, britischer Physiker († 1912)
- 25. August: Gustav von Görtz, österreichisch-ungarischer Generalmajor und Kämmerer († 1903)
- 25. August: Benoit Oppenheim, deutscher Bankier († 1931)
- 25. August: Édouard Louis Trouessart, französischer Zoologe († 1927)
- 26. August: Heinrich Irenaeus Quincke, deutscher Internist († 1922)
- 28. August: Heinrich Heydemann, deutscher Archäologe († 1889)
- 29. August: Wilhelm Rimpau, Agrarwissenschaftler und Saatgutzüchter († 1903)
- 31. August: Josef Riehl, österreichischer Ingenieur, maßgeblich an der Erschließung Tirols beteiligt († 1917)

### September/Oktober
- 01. September: Dora Rappard, Schweizer Missionarin († 1923)
- 05. September: John W. Daniel, US-amerikanischer Politiker († 1910)
- 07. September: Johannes Hermann Zukertort, polnischer Schachspieler († 1888)
- 09. September: Elliott Coues, US-amerikanischer Chirurg, Historiker, Ornithologe und Autor († 1899)
- 13. September: Ödön Mihalovich, ungarischer Komponist († 1929)
- 13. September: Jan Puzyna de Kosielsko, Kardinal und Bischof von Krakau († 1911)
- 15. September: Carl Diercke, deutscher Kartograf († 1913)
- 17. September: Michail Iwanowitsch Stukowenkow, russischer Mediziner und Hochschullehrer († 1897)
- 20. September: James Dewar, britischer Chemiker und Physiker († 1923)
- 20. September: Diomede Falconio, römisch-katholischer Erzbischof und Kardinal († 1917)

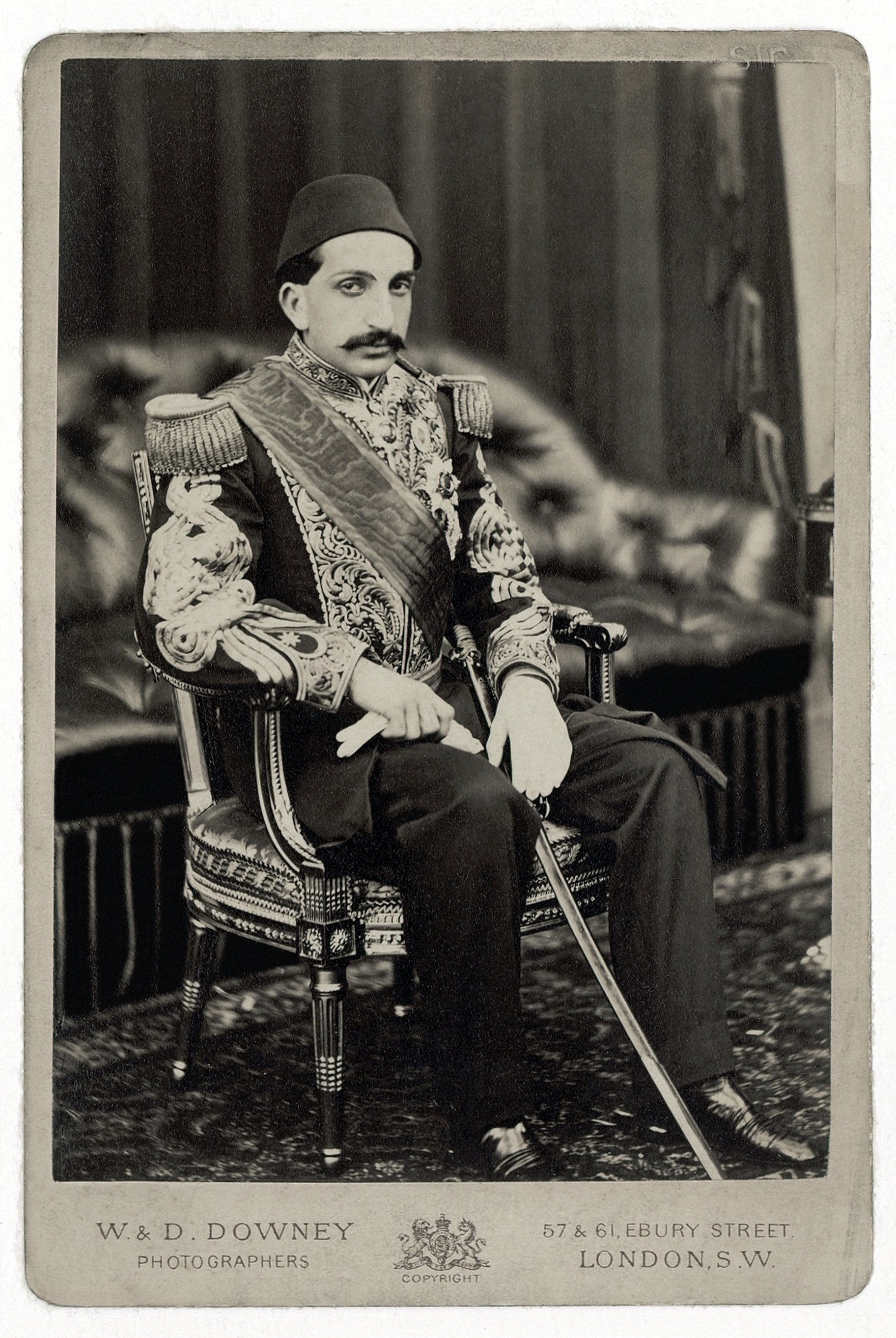
Abdülhamid II.

- 21. September: Abdülhamid II., osmanischer Sultan († 1918)
- 25. September: Franz Darpe, deutscher Gymnasialprofessor, Philologe und Historiker († 1911)
- 30. September: Auguste-René Dubourg, Erzbischof von Rennes und Kardinal († 1921)
- 01. Oktober: Charles Cros, französischer Dichter und Erfinder († 1888)
- 06. Oktober: Anton Pössenbacher, deutscher Möbelfabrikant († 1920)
- 07. Oktober: Emil Claar, deutscher Schauspieler, Schriftsteller und Intendant († 1930)
- 09. Oktober: George Montague Wheeler, US-amerikanischer Entdecker († 1905)
- 12. Oktober: Adolf Marschall von Bieberstein, deutscher Politiker, Außenminister, Botschafter († 1912)
- 13. Oktober: Antonio Pasculli, italienischer Oboist († 1924)
- 19. Oktober: John L. Mitchell, US-amerikanischer Politiker († 1904)
- 24. Oktober: Josef Nešvera, tschechischer Komponist († 1914)
- 26. Oktober: Julius Jacob der Jüngere, deutscher Maler († 1929)
- 26. Oktober: Wassili Wereschtschagin, russischer Schlachtenmaler († 1904)
- 27. Oktober: Jakob Zimmermann, Schweizer Gastwirt und Politiker († 1922)
- 28. Oktober: Louis Luçon, Erzbischof von Reims und Kardinal der römisch-katholischen Kirche († 1930)
- 29. Oktober: Gerhard Bunnemann, Oberbürgermeister und Ehrenbürger der Stadt Bielefeld († 1925)
- 29. Oktober: Thomas Somerscales, britischer Maler († 1927)

### November/Dezember
- 05. November: Amelia Bailey, australische Sängerin († 1932)
- 08. November: Eugen Gura, österreichischer Opernsänger († 1906)
- 11. November: William R. Webb, US-amerikanischer Pädagoge und Politiker († 1926)

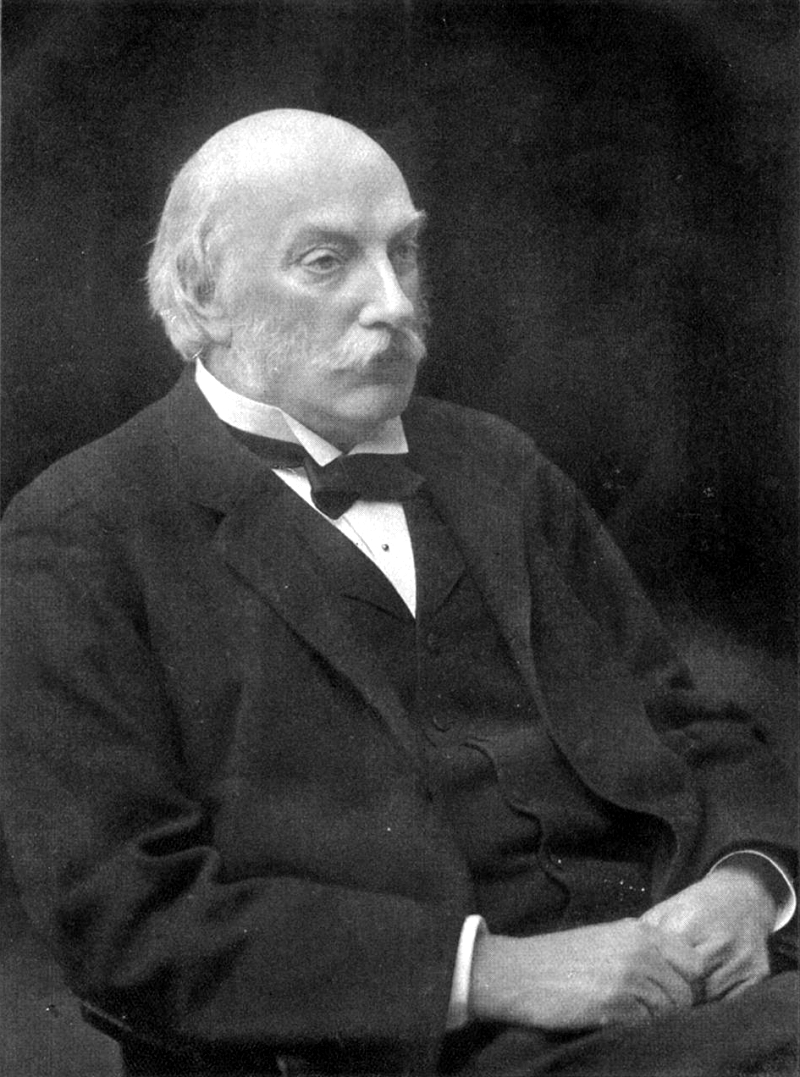
John William Strutt, 3. Baron Rayleigh

- 12. November: John William Strutt, englischer Physiker, Nobelpreisträger († 1919)
- 13. November: Marie Karchow-Lindner, deutsche Schauspielerin, Journalistin und Mäzenin († 1914)
- 16. November: Hannibal Sehested, dänischer Politiker († 1924)
- 17. November: Themistokles von Eckenbrecher, deutscher Landschafts- und Marinemaler († 1921)
- 17. November: Julius Pohlig, deutscher Ingenieur und Pionier im Seilbahnbau († 1916)
- 19. November: Vincenz Czerny, deutscher Chirurg († 1916)
- 19. November: Theodor Frey, Schweizer Unternehmer und liberaler Politiker († 1912)
- 24. November: Heinrich Bohner, deutscher evangelischer Missionar († 1905)
- 24. November: Charles A. Busiel, US-amerikanischer Politiker († 1901)
- 24. November: Joseph Anton Friedrich August von Hövel, deutscher Politiker und Regierungspräsident († 1917)
- 03. Dezember: Phoebe Hearst, US-amerikanische Philanthropin, Förderin der Frauenbildung († 1919)
- 03. Dezember: Ellen Swallow Richards, US-amerikanische Chemikerin und Ökologin († 1911)
- 04. Dezember: Franz Xaver Wernz, deutscher Ordensgeneral († 1914)
- 06. Dezember: Wilhelm Rühlmann, deutscher Orgelbauer († 1922)
- 07. Dezember: Otto Ammon, deutscher Anthropologe († 1916)
- 08. Dezember: Alphonse Louis Nicolas Borrelly, französischer Astronom († 1926)
- 09. Dezember: Pjotr Kropotkin, russischer Anarchist, Geograph und Schriftsteller († 1921)
- 11. Dezember: William Gosse, Naturforscher und Entdecker († 1881)
- 14. Dezember: Victor Langer, ungarischer Komponist († 1902)
- 15. Dezember: Armes Beaumont, australischer Sänger († 1913)
- 15. Dezember: Karl Stieler, deutscher Jurist und Schriftsteller († 1885)
- 16. Dezember: Melitta Otto-Alvsleben, deutsche Sängerin († 1893)
- 16. Dezember: Friedrich Julius Rosenbach, deutscher Mediziner († 1923)
- 17. Dezember: Sophus Lie, norwegischer Mathematiker († 1899)
- 18. Dezember: William Anderson, britischer Chirurg († 1900)
- 18. Dezember: Nathan B. Scott, US-amerikanischer Politiker († 1924)
- 26. Dezember: Laura Gonzenbach, schweizerisch-sizilianische Schriftstellerin und Märchenerzählerin († 1878)
- 30. Dezember: Osman Hamdi Bey, türkischer Maler, Archäologe und Museumsgründer († 1910)
- 31. Dezember: Giovanni Boldini, italienischer Porträtmaler († 1931)

### Genaues Geburtsdatum unbekannt
- Gabriel Desmoulins, französischer Komponist, Organist und Musikpädagoge († 1902)
- Alberto Giovannini, italienischer Komponist und Musikpädagoge († 1903)
- Cesare Rossi, italienischer Komponist († 1909)

## Gestorben

### Januar bis März
- 01. Januar: Friedrich Gieße, deutscher Theologe und Mitglied der Deputiertenkammer der Landstände des Herzogtums Nassau (* 1760)
- 07. Januar: Charles Berny d’Ouvillé, französischer Maler (* 1775)
- 07. Januar: Arnold Friedrich von Mieg, deutscher Politiker (* 1778)
- 12. Januar: Johanna Stegen, preußische Patriotin, Heldenmädchen von Lüneburg (* 1793)
- 13. Januar: Wilhelm Traugott Krug, deutscher Philosoph (* 1770)
- 14. Januar: Nicolai Hinrichsen Angel, deutscher Instrumenten- und Orgelbauer (* 1767)
- 15. Januar: Karl Mohr, hessischer Pfarrer und Politiker (* 1769)
- 16. Januar: Thomas Fearnley, norwegischer Maler (* 1802)
- 17. Januar: Joseph Maria von Fraunberg, Bischof von Augsburg und von 1824 bis 1842 Erzbischof von Bamberg (* 1768)
- 19. Januar: Heinrich Anton Hoffmann, deutscher Violinist und Komponist (* 1770)
- 19. Januar: Joseph Jérôme Siméon, französischer Jurist und Politiker (* 1749)
- 25. Januar: Bernhard Christoph Faust, deutscher Arzt, Begründer der Sonnenbaulehre (* 1755)
- 27. Januar: Adolph von Vagedes, deutscher Architekt und Stadtplaner sowie Dichter (* 1777)
- 29. Januar: Nathan Fellows Dixon, US-amerikanischer Politiker (* 1774)
- 02. Februar: Carl Dörr, deutscher Zeichner, Grafiker, Maler und Musiker (* 1777)
- 04. Februar: Théodore Simon Jouffroy, französischer Publizist und Philosoph (* 1796)
- 04. Februar: Colin Robertson, schottischer Fellhändler und Politiker im heutigen Kanada (* 1783)
- 07. Februar: Johann Franz Krieger, deutscher Schauspieler (* 1802)
- 09. Februar: Johann Diederich Gries, deutscher Übersetzer (* 1775)
- 09. Februar: Andreas Marschall, ungarischer Klavierbauer (* 1783)
- 16. Februar: Johann Nepomuk Schaller, österreichischer Bildhauer (* 1777)
- 17. Februar: Otto von Haugwitz, deutscher Übersetzer und Lyriker (* 1767)
- 19. Februar: Louis-Charles Caigniez, französischer Theaterschriftsteller (* 1762)
- 21. Februar: Vojtěch Živný, böhmischer Pianist, Violinist, Lehrer und Komponist (* 1756)
- 01. März: Christian Philipp Koehler, deutscher Beamter (* 1778)
- 06. März: Ludwig Friedrich Heyd, deutscher Pfarrer und Autor (* 1792)
- 06. März: Constanze Mozart, Ehefrau von Wolfgang Amadeus Mozart (* 1762)
- 07. März: Paul Friedrich, Großherzog von Mecklenburg-Schwerin (* 1800)
- 07. März: Christian Theodor Weinlig, Komponist und Chordirigent in Dresden und Leipzig (* 1780)
- 12. März: Maximilian Joseph Pozzi, deutscher Bildhauer (* 1770)
- 13. März: Emanuel von Friedrichsthal, österreichischer Reiseschriftsteller (* 1809)
- 15. März: Luigi Cherubini, italienischer Komponist (* 1760)
- 20. März: Jacob Auch, deutscher Uhrmacher, Instrumentenbauer und Konstrukteur von Rechenmaschinen (* 1765)
- 21. März: Ignaz Anton Demeter, Erzbischof von Freiburg (* 1773)
- 23. März: Stendhal, französischer Schriftsteller (* 1783)
- 28. März: Johann Wilhelm von Anns, deutscher Kaufmann und Politiker (* 1766)
- 29. März: Kaspar Heinrich von Sierstorpff, deutscher Forst- und Staatsmann, Gründer des Bades in Bad Driburg (* 1750)
- 30. März: Élisabeth Vigée-Lebrun, französische Malerin (* 1755)
- 000März: Juan Ángel Arias, Supremo Director von Honduras (* 1800)

### April bis Juni
- 05. April: Schah Schudscha, Schah von Afghanistan (* 1780)
- 06. April: Johann Anton André, deutscher Komponist und Musikverleger (* 1775)
- 07. April: Henrik Anker Bjerregaard norwegischer Jurist und Dichter (* 1792)
- 11. April: Sándor Csoma, ungarischer Forschungsreisender, Begründer der Tibetologie (* 1784)
- 13. April: Wilhelm August Lampadius, deutscher Chemiker (* 1772)
- 14. April: Alejandro María de Aguado, französischer Bankier (* 1784)
- 20. April: Gerhard Adolf Aschbach, deutscher Jurist und Politiker (* 1793)
- 20. April: Bon-Adrien-Jeannot de Moncey, französischer General und Marschall von Frankreich (* 1754)
- 21. April: Karl Adalbert von Beyer, Abt von Hamborn und Weihbischof in Köln (* 1764)
- 21. April: Bertrand Clausel, französischer General und Marschall von Frankreich (* 1772)
- 23. April: William George Keith Elphinstone, britischer General (* 1782)
- 25. April: David Assur Assing, deutscher Arzt, Lyriker und Herausgeber (* 1787)
- 26. April: Georg Andreas Reimer, deutscher Verleger (* 1776)
- 28. April: Elijah Paine, US-amerikanischer Politiker (* 1757)
- 29. April: Caroline Tischbein, deutsche Zeichnerin (* 1783)
- 30. April: Hl. Giuseppe Benedetto Cottolengo, italienischer Priester und Ordensgründer (* 1786)
- 06. Mai: André Stein, deutscher Klavierbauer (* 1776)
- 08. Mai: Jules Dumont d’Urville, französischer Seefahrer und Polarforscher (* 1790)
- 12. Mai: Walenty Wańkowicz, russischer Maler (* 1799)
- 20. Mai: Jules-Maurice Quesnel, kanadischer Entdeckungsreisender, Geschäftsmann und Politiker (* 1786)
- 26. Mai: Caroline Auguste Fischer, deutsche Schriftstellerin und Frauenrechtlerin (* 1764)
- 30. Mai: Hans von Held, preußischer Beamter und Schriftsteller (* 1764)
- 04. Juni: Georg Friedrich Treitschke, deutsch-österreichischer Dramatiker, Theaterregisseur und Lepidopterologe (* 1776)
- 05. Juni: Jean de Montenach, Schweizer Politiker (* 1766)
- 09. Juni: Outerbridge Horsey, US-amerikanischer Politiker (* 1777)
- 12. Juni: Thomas Arnold, englischer Theologe und Pädagoge (* 1795)
- 17. Juni: Arthur Conolly, britischer Reisender, Militär und Diplomat (* 1807)
- 17. Juni: Charles Stoddart, britischer Diplomat (* 1806)
- 20. Juni: Antal Deák, ungarischer Politiker (* 1789)
- 20. Juni: Michael Umlauf, österreichischer Komponist und Kapellmeister (* 1781)
- 26. Juni: Carlo Ignazio Pozzi, deutscher Architekt und Baumeister (* 1766)
- 26. Juni: Samuel L. Southard, US-amerikanischer Politiker (* 1787)
- 28. Juni: James Witherspoon, US-amerikanischer Politiker, Vizegouverneur des Bundesstaates South Carolina (* 1784)

### Juli bis September
- 01. Juli: Thomas Veazey, US-amerikanischer Politiker (* 1774)
- 07. Juli: Joseph Kopp, deutscher Altphilologe (* 1788)
- 23. Juli: Jacques-François Besson, Bischof von Metz (* 1756)
- 25. Juli: Karl August Lebrun, deutscher Schauspieler und Dramatiker (* 1792)
- 26. Juli: Michael Friedrich Erdmann Heym, deutscher Bürgermeister und Landesältester der Niederlausitz (* 1761)

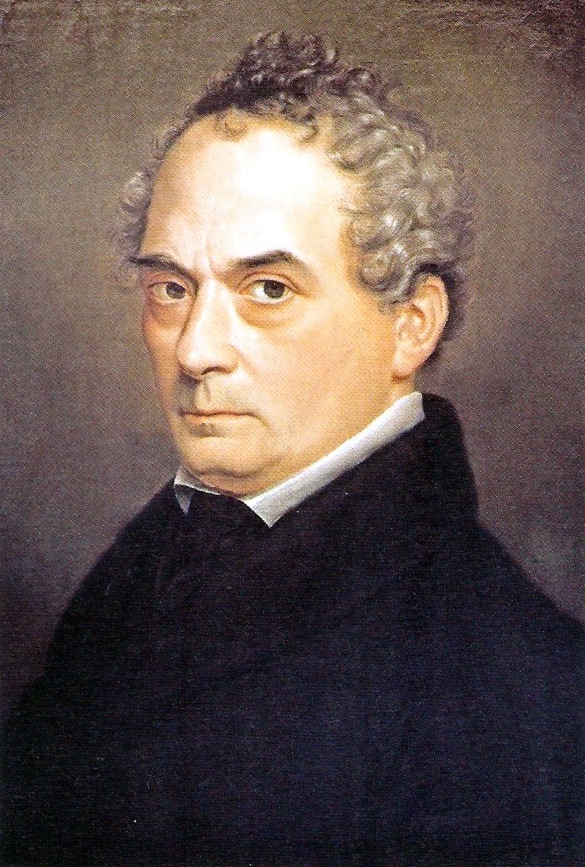
Clemens Brentano, um 1837

- 28. Juli: Clemens Brentano, deutscher Schriftsteller (* 1778)
- 29. Juli: Mariano Enrique Calvo, Außenminister und Präsident Boliviens (* 1782)
- 30. Juli: Johann Leopold Krawinkel, deutscher Strumpfwirker und Firmengründer (* 1780)
- 05. August: Michael Creizenach, deutsch-jüdischer Pädagoge und Theologe (* 1789)
- 13. August: John Banim, irischer Schriftsteller (* 1798)
- 18. August: João Domingos Bomtempo, portugiesischer Komponist (* 1775)
- 18. August: Louis de Freycinet, französischer Entdecker (* 1779)
- 19. August: Alexandre Du Sommerard, französischer Archäologe und Kunstsammler (* 1779)
- 21. August: Johann Friedrich Leopold Duncker, preußischer Beamter, Schriftsteller und Dichter (* 1768 oder 1770)
- 21. August: Leona Vicario, mexikanische Nationalheldin (* 1789)
- 24. August: Ryūtei Tanehiko, japanischer Schriftsteller (* 1783)
- 27. August: Johann Franz Lepape von Trevern, Bischof von Straßburg (* 1754)
- 28. August: Peter Fendi, österreichischer Maler, Aquarellist, Lithograf und Kupferstecher (* 1796)
- 30. August: Ludwig Karl Alexander von Alvensleben, preußischer Offizier (* 1778)
- 01. September: Alexandre-Vincent Pineux Duval, französischer Architekt, Schriftsteller und Theaterdirektor (* 1767)
- 01. September: Edward Somerset, britischer Kavalleriegeneral (* 1776)
- 04. September: Pietro Pulli, italienischer Chemiker (* 1771)
- 10. September: Letitia Tyler, First Lady der USA (* 1790)
- 14. September: Karl Wilhelm Ammon, deutscher Schriftsteller (* 1777)
- 15. September: Pierre Baillot, französischer Violinspieler und Komponist (* 1771)

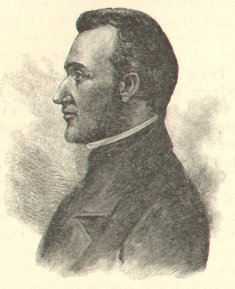
Francisco Morazán

- 15. September: José Francisco Morazán Quezada, Präsident der Zentralamerikanischen Konföderation (* 1792)
- 21. September: Jeremiah Smith, US-amerikanischer Politiker (* 1759)
- 22. September: Carl von Baerensprung, preußischer Beamter (* 1775)
- 24. September: Obadiah German, US-amerikanischer Politiker (* 1766)

### Oktober bis Dezember
- 02. Oktober: José Mariono Elízaga, mexikanischer Komponist (* 1786)
- 04. Oktober: Lowry Cole, britischer Gouverneur der südafrikanischen Kapkolonie (* 1772)
- 08. Oktober: Christoph Ernst Friedrich Weyse, dänischer Komponist (* 1774)
- 20. Oktober: Grace Darling, englische Leuchtturmswärterstochter und Lebensretterin (* 1815)
- 23. Oktober: Wilhelm Gesenius, deutscher Theologe und Sprachgelehrter (* 1786)
- 24. Oktober: Georg Carabelli, österreichisch-ungarischer Zahnarzt (* 1787)
- 24. Oktober: Bernardo O’Higgins, chilenischer Präsident (* 1778)
- 25. Oktober: Johann Joachim Bellermann, deutscher Theologe und Semitist (* 1754)
- 26. Oktober: Carl Friedrich Wilhelm Gottlob von Bibra, deutscher Landwirt und Politiker (* 1770)
- 27. Oktober: Georg Friedrich Wiesand, deutscher Jurist und Politiker (* 1777)
- 30. Oktober: Allan Cunningham, schottischer Schriftsteller (* 1784)
- 02. November: Leopold Puellacher, österreichischer Maler (* 1776)
- 03. November: Franz Clement, österreichischer Violinist, Pianist, Dirigent und Komponist (* 1780)
- 04. November: Montfort Stokes, US-amerikanischer Politiker, Gouverneur von North Carolina (* 1762)
- 10. November: Alexei Wassiljewitsch Kolzow, russischer Dichter (* 1809)
- 15. November: Hermann Arntzenius, niederländischer Rechtsgelehrter (* 1765)
- 15. November: Joseph Rastrelli, sächsischer Komponist und Dirigent (* 1799)
- 24. November: Pehr Frigel, schwedischer Komponist (* 1750)
- 26. November: Robert Smith, US-amerikanischer Außenminister (* 1757)
- 28. November: Maria Callcott, britische Botanikerin und Autorin (* 1785)
- 11. Dezember: Georges-Adrien Crapelet, französischer Verleger und Romanist (* 1789)

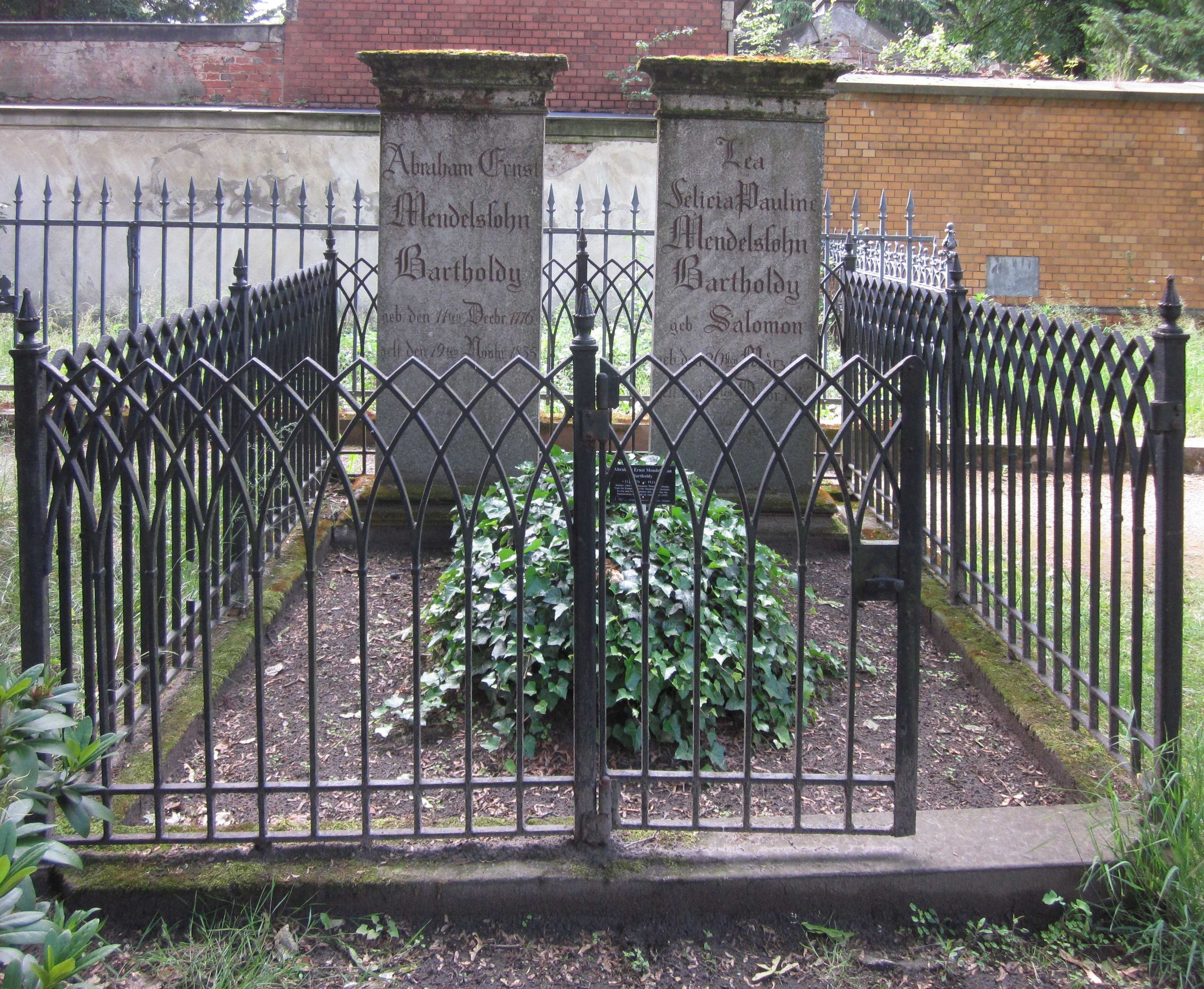
Grab von Lea und Abraham Mendelssohn Bartholdy

- 12. Dezember: Robert Haldane, schottischer Offizier und Laienprediger (* 1764)
- 12. Dezember: Lea Mendelssohn Bartholdy, preußische Pianistin, Musik- und Kulturfördererin, Mutter von vier musikalisch hochbegabten Kindern (* 1777)
- 16. Dezember: Georg Christian Kessler, Gründer der ersten deutschen Sektkellerei (* 1787)
- 16. Dezember: Friedrich Rochlitz, sächsischer Erzähler, Dramatiker, Komponist und Musikschriftsteller (* 1769)
- 17. Dezember: Amandus Augustus Abendroth, hamburgischer Senator und Bürgermeister (* 1767)
- 18. Dezember: Giuseppina Negrelli, Welschtiroler Patriotin, Kämpferin gegen napoleonische Truppen (* 1790)
- 18. Dezember: Giuseppe Nicolini, italienischer Opernkomponist (* 1762)
- 25. Dezember: Friedrich Dionys Weber, böhmischer Komponist (* 1766)
- 30. Dezember: Alois Mayrhofer, österreichischer Politiker, Bürgermeister von St. Pölten (* 1764)

### Genaues Todesdatum unbekannt
- Giovanni Balestra, italienischer Kupferstecher (* 1774)
- Josef Frederiks, Kaptein der Bethanier oder ǃAman
- Heinrich August Rothe, deutscher Mathematiker (* 1773)